# La Chapelle-Caro
Pour les articles homonymes, voir La Chapelle.
La Chapelle-Caro [la ʃapɛl kaʁo] est une ancienne commune française située dans le département du Morbihan, en région Bretagne, devenue, le 1er janvier 2016, une commune déléguée de la commune nouvelle de Val d'Oust.

## Géographie

### Situation
Commune située sur l'axe Ploërmel – Vannes, La Chapelle-Caro se situe à quelques kilomètres de Ploërmel, mais également de Malestroit et de Lizio, deux communes classées « petite cité de caractère ».

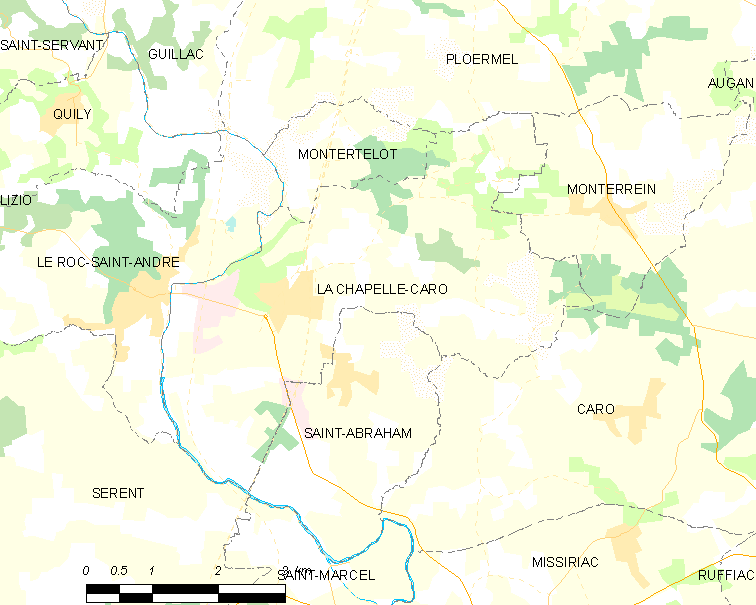
Carte de l'ancienne commune de La Chapelle-Caro et des communes avoisinantes.

### Relief et hydrographie
L'Oust longe l'ouest de cette ancienne commune et la séparait, avant la création de la commune nouvelle du Val d'Oust, de l'ancienne commune de Roc-Saint-André.

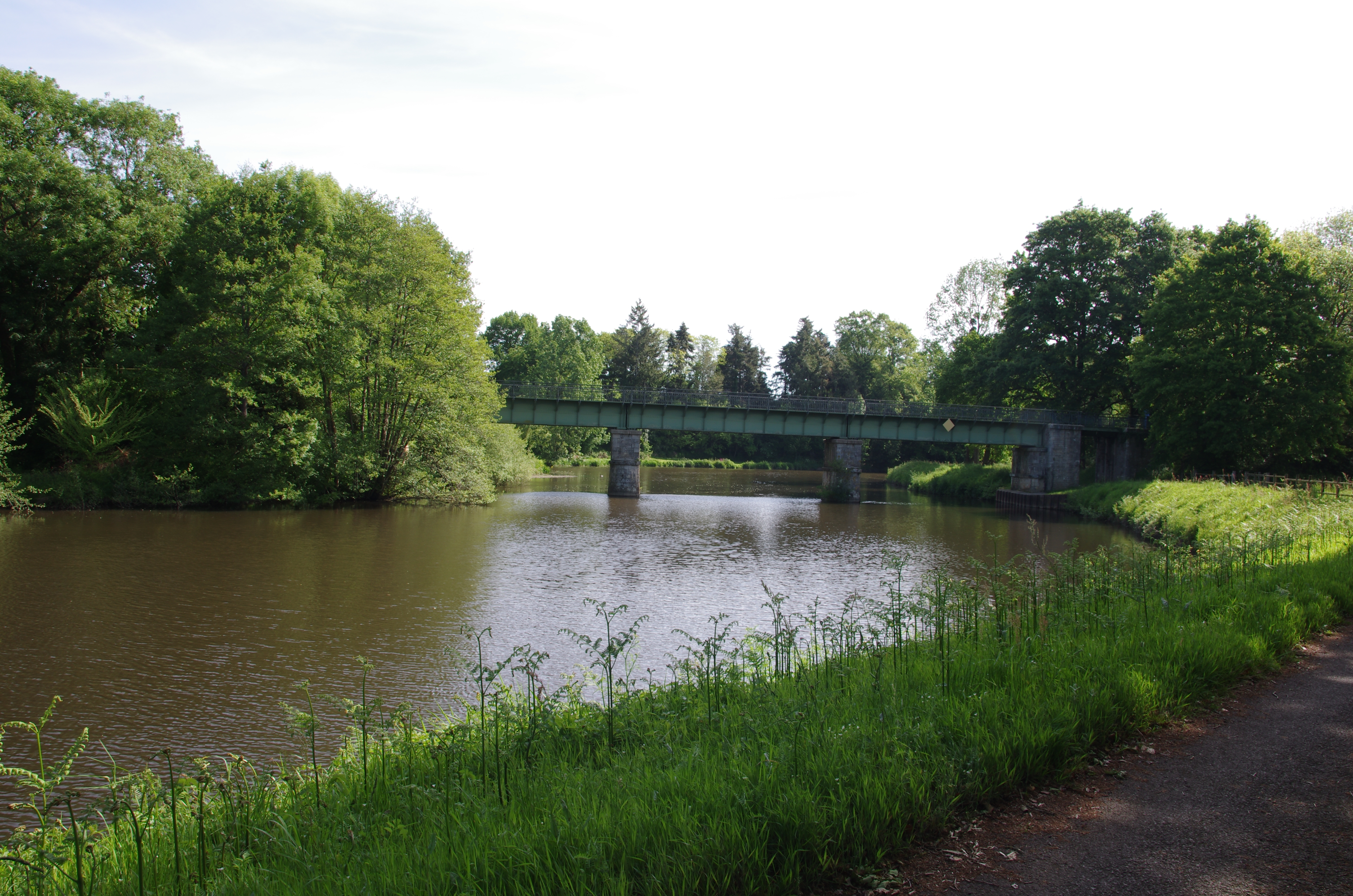
L'Oust au niveau du pont de la Bagotais.

Le ruisseau du Coudray, affluent du Ruisseau de Raimond, lui-même affluent de rive gauche de l'Oust, a sa source à l'est du bourg et traverse la partie orientale de La Chapelle-Caro.
Le relief de cette ancienne commune présente une pente générale vers l'ouest en direction de la vallée de l'Oust ; le dénivelé est notable entre le point le plus haut (116 mètres d'altitude) situé dans l'angle nord-est de son finage (au sud du lieu-dit La Boare) et la vallée de l'Oust (17 mètres d'altitude). Le bourg est vers 80 mètres d'altitude.

### Transports
La commune est longée, côté ouest, par le canal de Nantes à Brest.

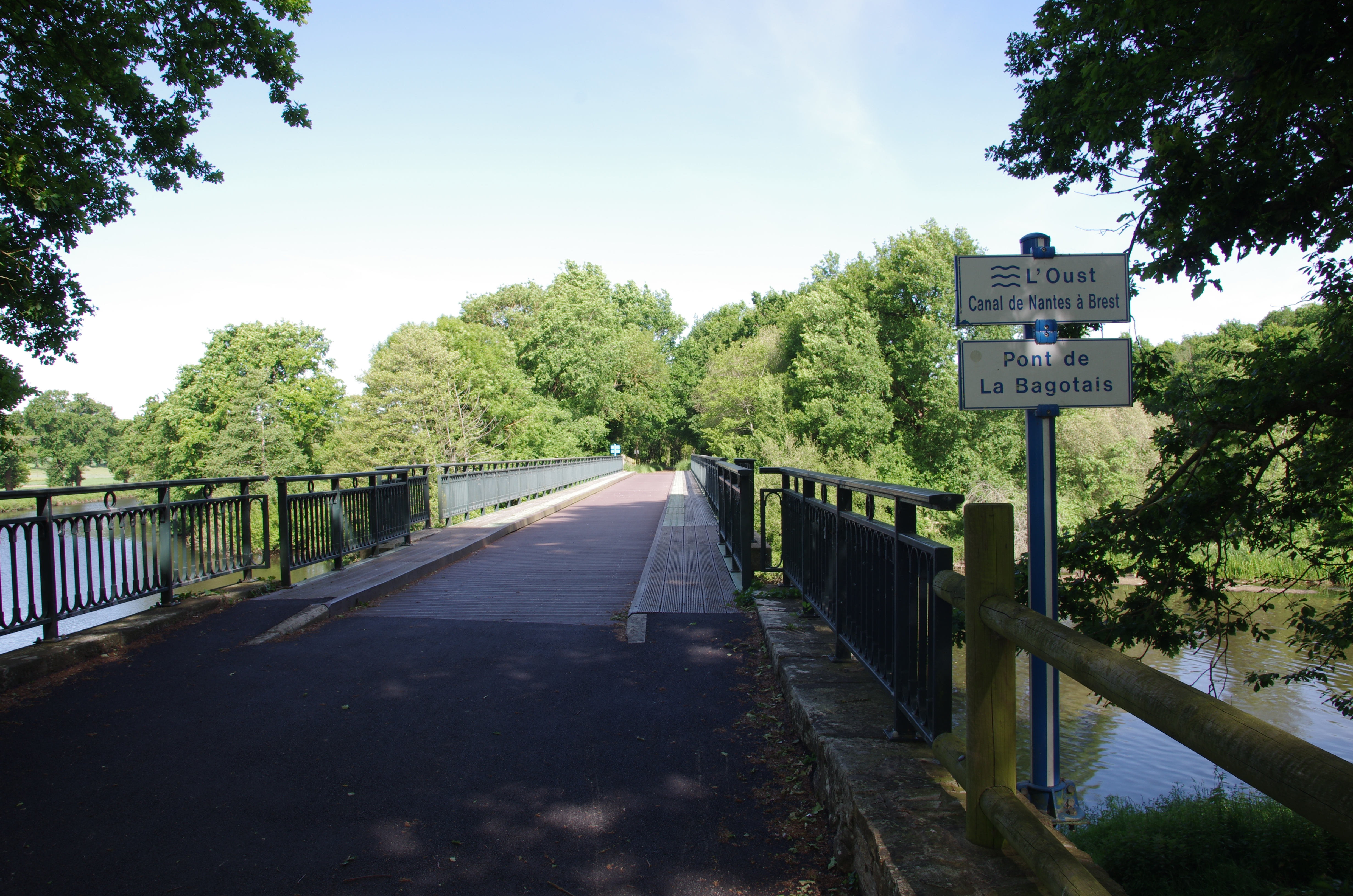
Le pont de la Bagotais.
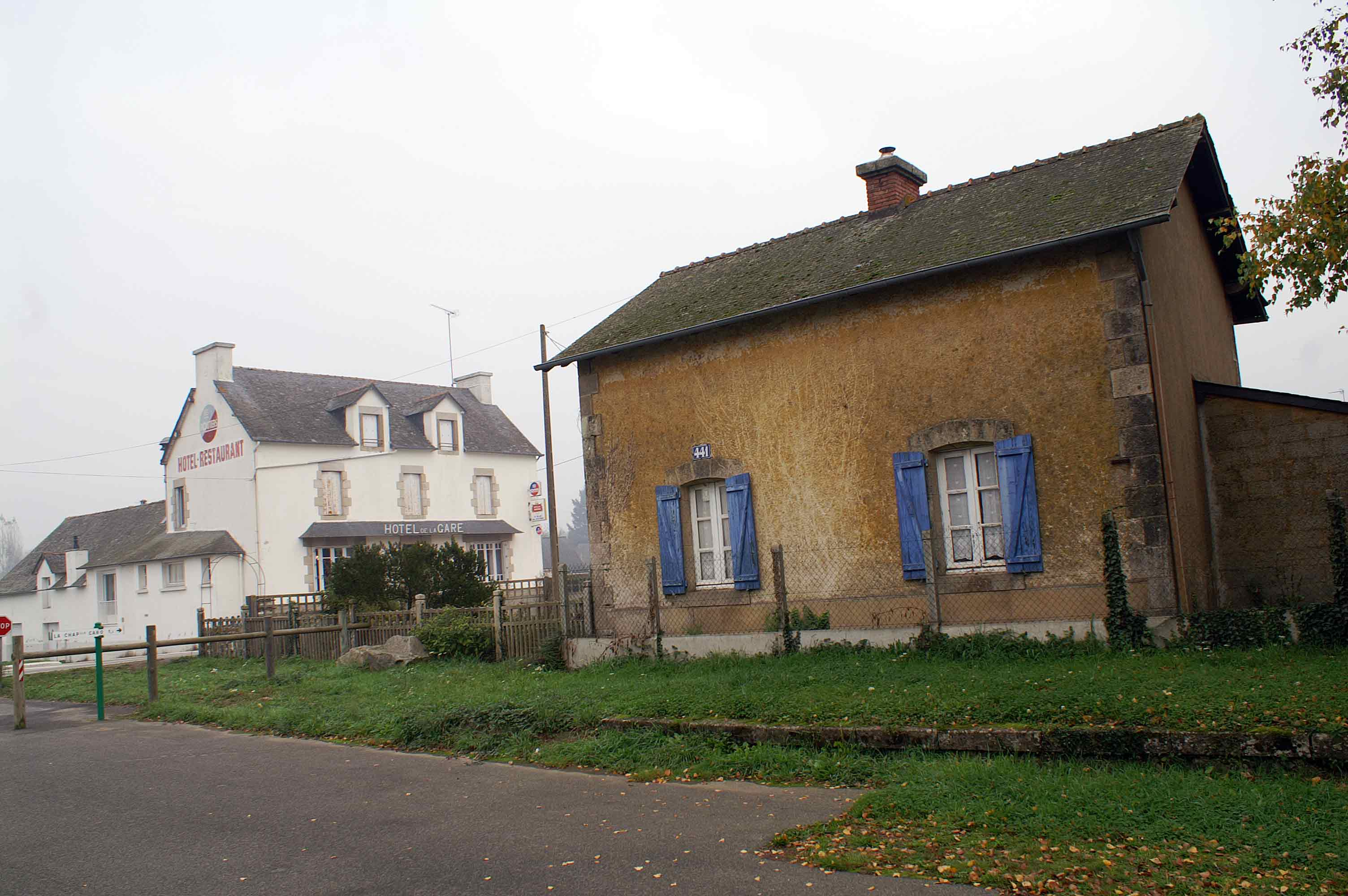
La maison du garde-barrière et l'Hôtel de la Gare (la gare a disparu).

La commune fut desservie par une ligne de chemin de fer (Ligne de Questembert à Ploërmel), ouverte en 1881 et fermée au trafic voyageur en 1946 et au trafic marchandises en 1991, et disposait d'une gare commune avec Roc-Saint-André. Son tracé a été reconverti en voie verte.
Le Roc-Saint-André a disposé d'une gare, située en fait sur le territoire de la 
La route nationale 166 (axe routier Vannes - Ploërmel), aménagée en voie expresse, traverse la commune, desservie par les deux échangeurs du Val d'Oust (D 464) au sud et du Vent (D 766a) au nord. Cet axe routier passe juste à l'est du bourg.

## Toponymie
Le nom de la localité est mentionné sous la forme La Chapelle en 1793 et devient La Chapelle-Caro en 1985. Elle est encore surnommée « La Basse-Chapelle » ou « La Chapelle-sous-Ploërmel ».
La paroisse de La Chapelle, érigée en 1802, a pris le nom de « La Chapelle-Caro » du fait de sa proximité avec la commune de Caro.
Ce toponyme composé provient de la famille La Chapelle.
Caro est donné pour avoir le sens de Karv, ar c'harv, substantif masculin prononcé « Karo » et signifiant le cerf. Caro pourrait aussi venir du mot Carrofum, qui équivaut au mot latin quadruvium (carrefour).
Le nom de la localité est attesté en breton sous la forme Chapel-Karozh depuis 1995. Il s'agit de la forme normalisée proposée par l'Office Public de la Langue Bretonne.

## Histoire

### Préhistoire
L'ancienne commune de La Chapelle-Caro possède plusieurs monuments mégalithiques, notamment l'allée couverte du Bignon, le dolmen de la Maison Trouvée (ou Maison Trouée) ; A. Marteville et P. Varin décrivent en détail son état en 1843 et signalent aussi, à cette date, « sur la lande dite de Saint-Méen, huit ou dix peulvens isolés, dont les plus grands n'ont pas plus de 1 m 70 ».Le Pas de Gargantua est le seul menhir, désormais couché, subsistant d'un alignement qui en comptait encore 4 en 1909 selon Louis Marsille.

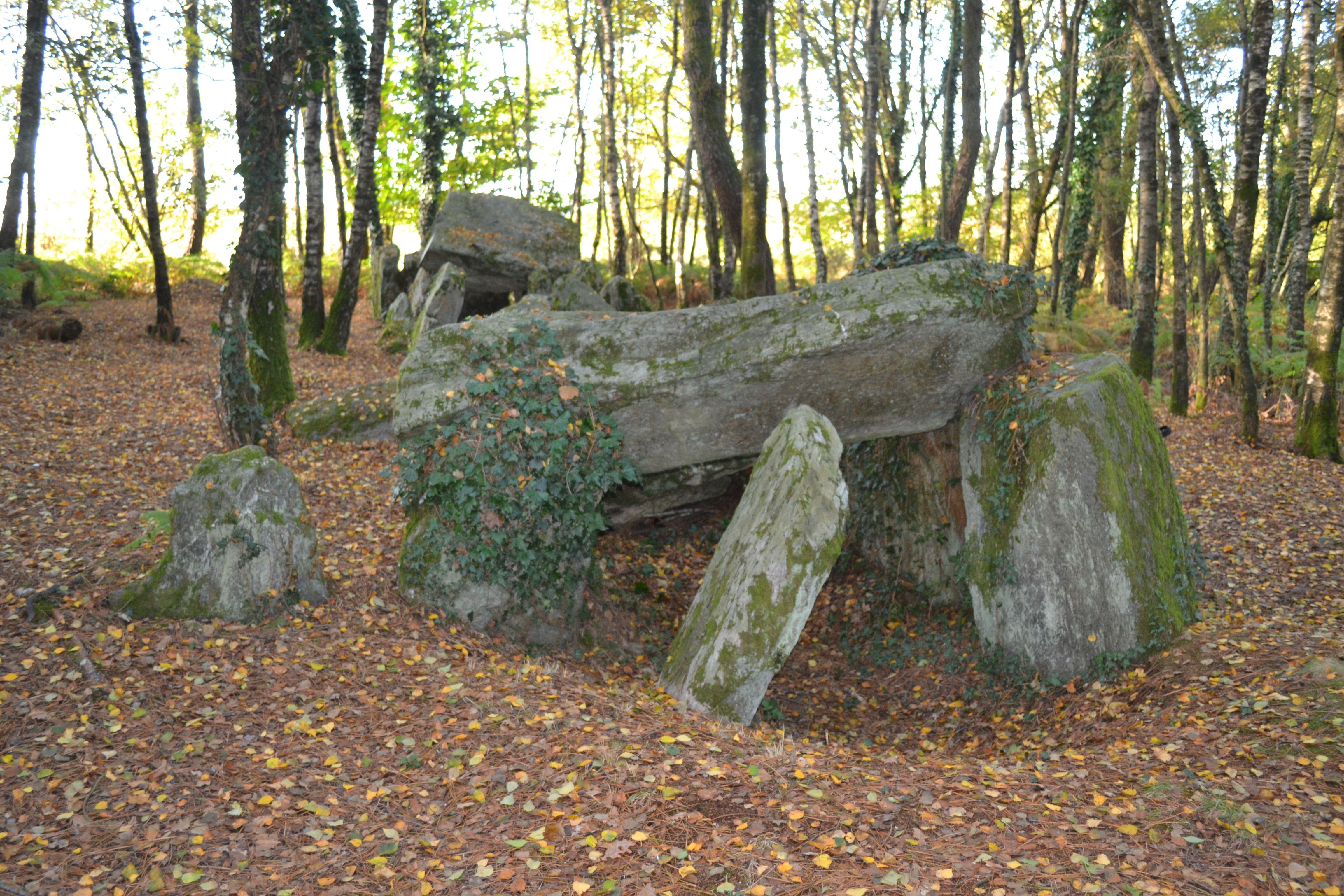
L'allée couverte du Bignon.
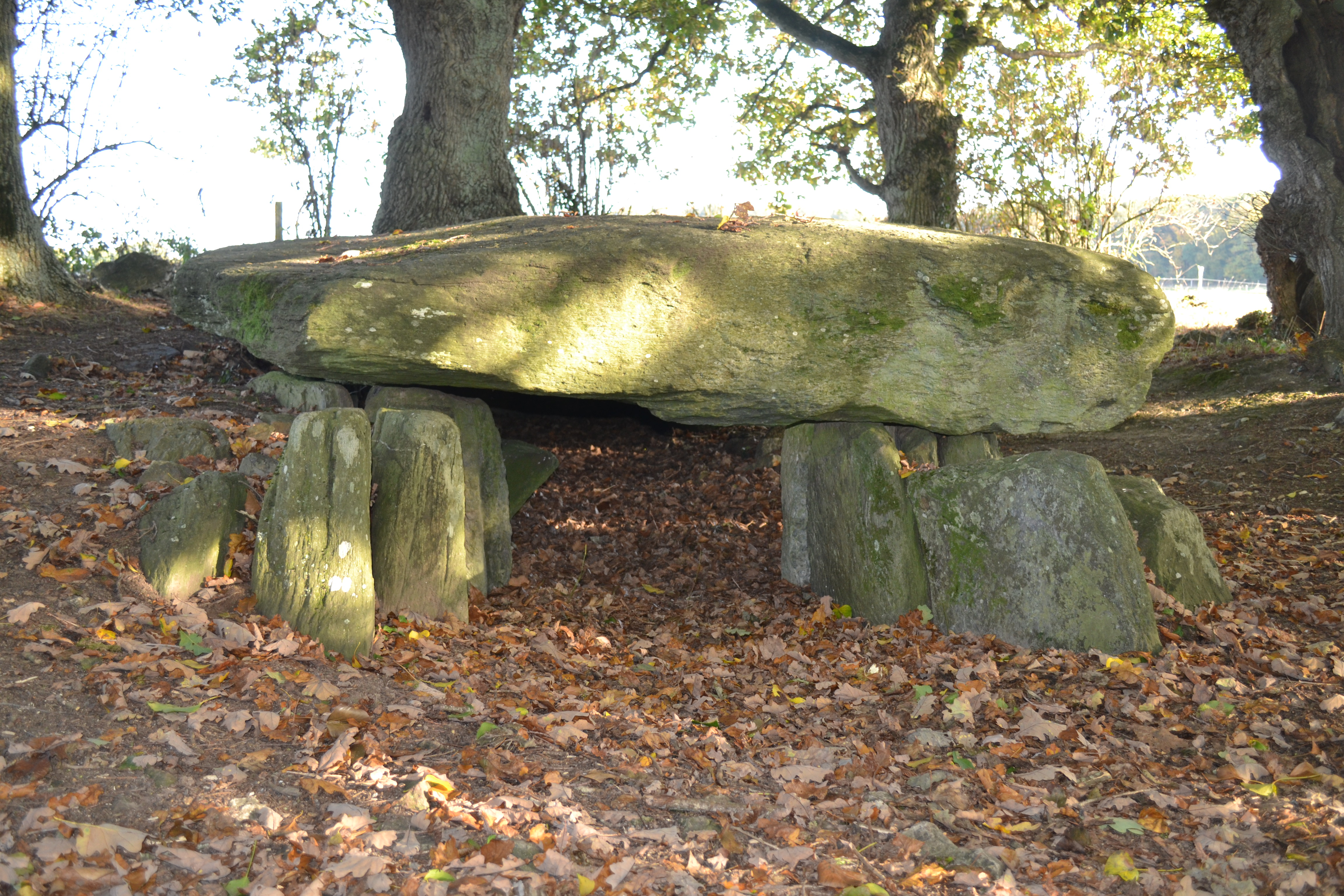
Le dolmen de la Maison Trouvée.
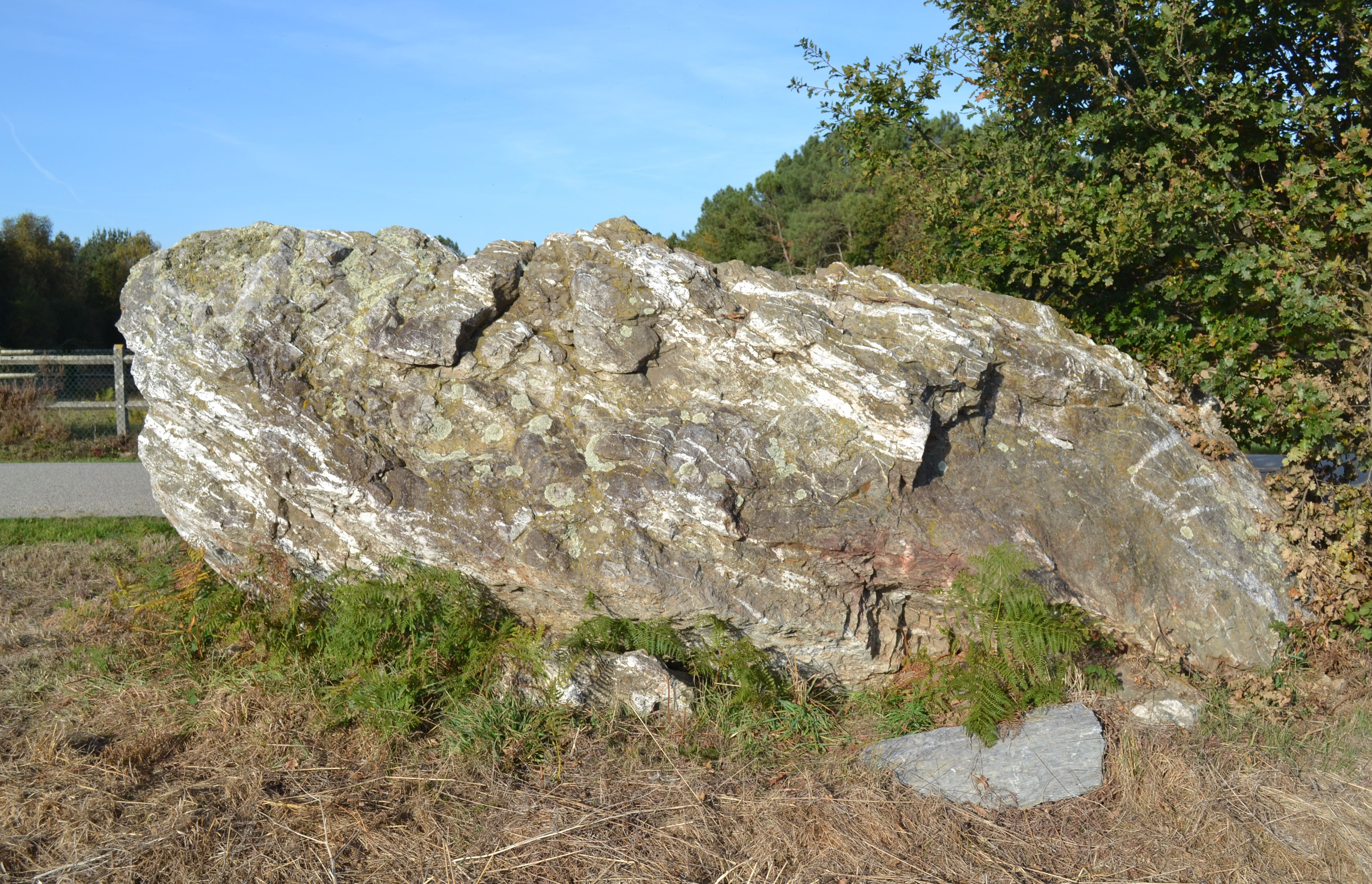
Le Pas de Gargantua (menhir couché).

### Moyen-Âge
C’est un démembrement de la paroisse de Ploërmel. Elle est encore surnommée La Basse-Chapelle  ou  La Chapelle-sous-Ploërmel. Après avoir appartenu à la grande seigneurie de Porhoët, La Chapelle-Caro entre dans le domaine ducal en 1168. Le château de Creveix [Crévy], ancienne sergenterie féodée de Ploërmel, était la seigneurie de La Basse-Chapelle.

### Temps modernes
La Chapelle-Caro est érigée en vicomté en 1576, en comté au XVIIe siècle, et réunie à la seigneurie de Crévy en 1630.

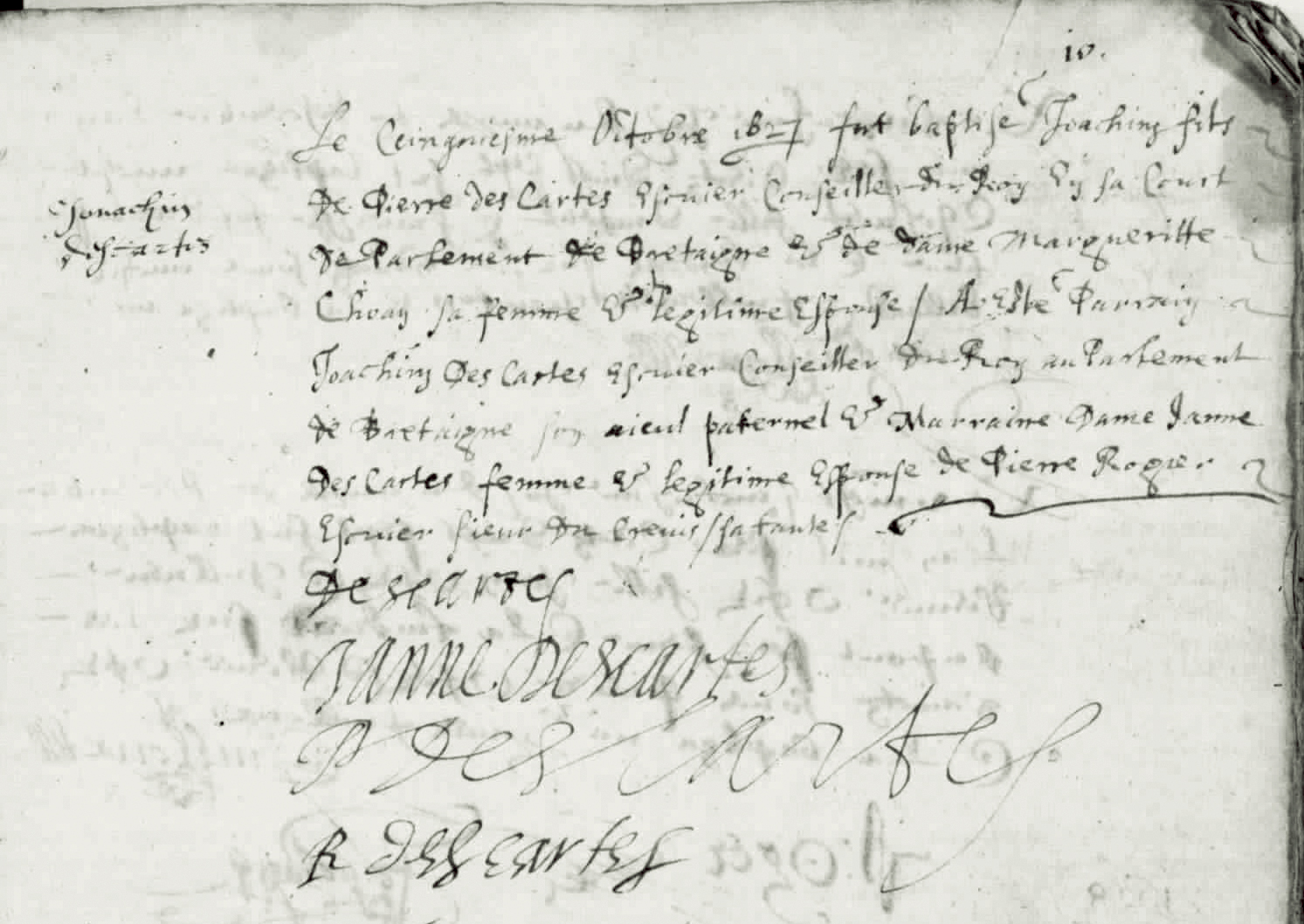
Baptême de Joachim Descartes, premier fils de Pierre Descartes, frère aîné de René Descartes (Registre de baptême de La Chapelle-Caro), 5 octobre 1627).

Le fief de La Chapelle, paroisse de La Chapelle-sous-Ploërmel, fut tenu chronologiquement :
- en qualité de seigneur, par les :
  - La Chapelle
  - Rosmadec, par mariage, le 19 février 1505 au château de Blois, de Jean III de Rosmadec et de Jeanne de La Chapelle ;
- en qualité de comte, par les :
  - Rosmadec, par érection, en 1576[8].

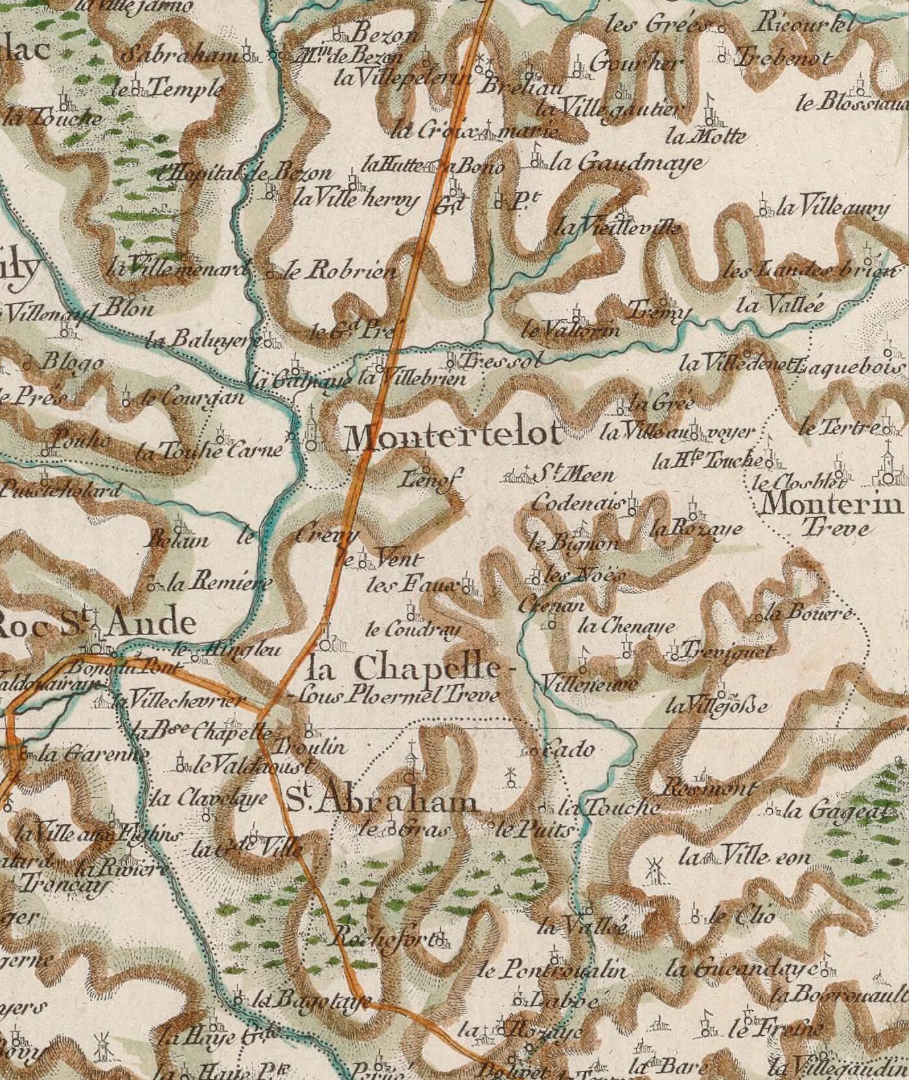
Carte de Cassini de La Chapelle-sous-Ploërmel et de ses environs (1789).

Jean-Baptiste Ogée décrit ainsi La Chapelle en 1778 :

« La Basse-Chapelle, ou La Chapelle : près Ploërmel, par la route de Vannes à Ploërmel ; à 20 lieues au Sud-Sud-Ouest de Saint-Malo, son évêché ; à 12 lieues trois quarts de Rennes ; et à 1 lieue et demie de Ploërmel, sa subdélégation et son ressort : c'est une trève amovible de Ploërmel. On y compte 900 communiants. Son territoire est mêlé de bonnes et de mauvaises terres ; les landes y font néanmoins peu étendues, et la récolte y est communément abondante. (..) Cette seigneurie appartient aujourd'hui à M. de Brilhac, conseiller au Parlement de Bretagne. »

### Révolution française
En 1790, La Chapelle-Caro est détachée de Ploërmel et érigée en commune du canton de Caro pour être rattachée par la suite au canton de Malestroit.

### LeXIXesiècle
A. Marteville et P. Varin, continuateurs d'Ogée, décrivent ainsi la commune en 1843 :

« La Chapelle-sous-Ploërmel (nommée par Ogée La Basse-Chapelle): commune formée de l'ancienne paroisse de ce nom ; aujourd'hui succursale. (..) Principaux villages : la Ville-au-Voyer, Tréviguet, Villeneuve, Crélan, la Coudraie, Trouslin, la Grande-Ville, la Clavelaie, le Val d'Oust, Crévy. Maison principale : le château de Grévy [Crévy]. Superficie totale : 1 657 hectares 5 ares 91 centiares, dont (..) terres labourables 652 ha, prés et pâturages 267 ha; bois 57 ha, vergers et jardins 33 ha, châtaigneraies 25 ha, landes et incultes 552 ha (..). La route royale n° 264, dite d'Angers à Brest, traverse cette commune, ainsi que la route départementale n° 3 du Morbihan, dite de Vannes à Josselin. Géologie : schiste argileux, schiste talqueux. On parle le français [en fait le gallo]. »

En 1873 « des habitants de La Chapellle, de Caro, de Lizio, de Quily, de Plumelec (Morbihan) demandent le rétablissement, dans le plus bref délai, de la royauté en la personne de Henri V, héritier légitime de la couronne de France ».

### LeXXesiècle

#### La Belle Époque
Le 6 mars 1906 eut lieu l'inventaire des biens d'église de Roc-Saint-André, La Chapelle et Sérent. « L'un des vicaires de Sérent et celui de Lizio ont été arrêtés et conduits, menottes aux mains, et sous escorte, au tribunal de Ploërmel pour y être jugés le soir même ».

#### La Première Guerre mondiale
Le monument aux morts de La Chapelle-Caro porte les noms de 60 soldats morts pour la France pendant la Première Guerre mondiale ; parmi eux deux au moins sont morts en Belgique (Pierre Gru dès le 22 août 1914 à Rossignol et Pierre Le Gal le 5 novembre 1914 à Zonnebeke) ; la plupart des autres sont morts sur le sol français, dont 4 ( Pierre Brogard, Auguste Daniel, Jean Guerrier et Louis Thétiot) décorés à la fois de la Médaille militaire et de la Croix de guerre ; Joseph Noël a été décoré de la Médaille militaire.

#### L'Entre-deux-guerres
Le devis pour la construction du monument aux morts est établie le 27 décembre 1924 et la réception du monument est acceptée par la municipalité le 27 juin 1931 ; le monument a la forme d'un pilier commémoratif orné de palmes ; d'une croix de guerre et d'une croix latine ; il est entouré de 4 bornes reliées par des chaînes ; les travaux furent effectués par Auguste Jouvance, entrepreneur à La Gacilly.

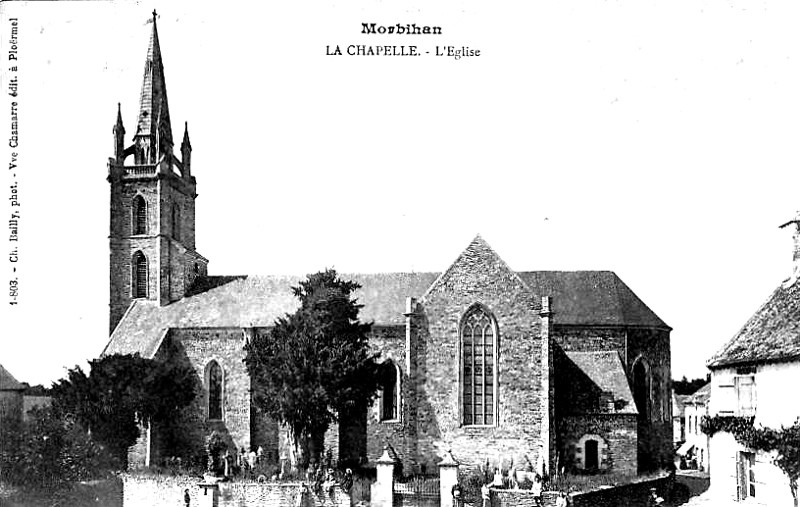
La Chapelle ː l'église paroissiale Notre-Dame vers 1925 (carte postale).
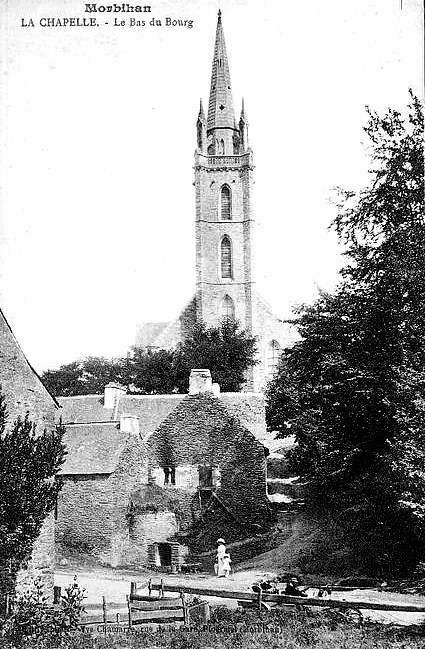
La Chapelle ː bas du bourg et église (carte postale).
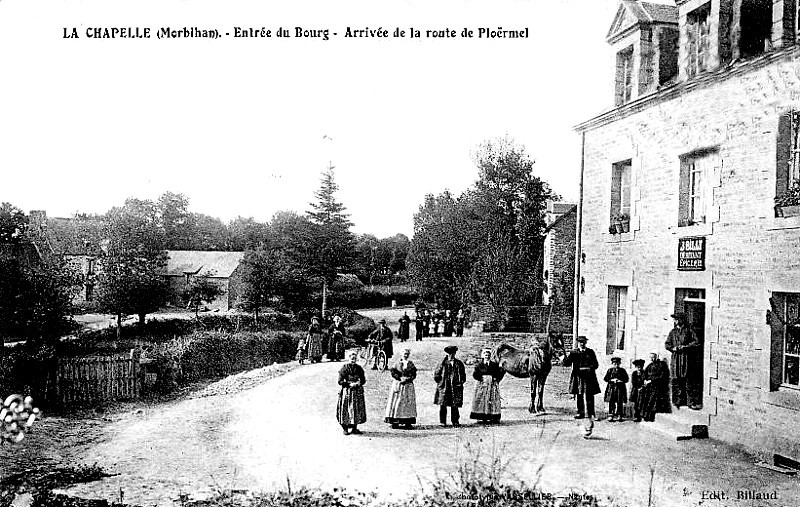
La Chapelle ː l'entrée du bourg route de Ploërmel (carte postale).
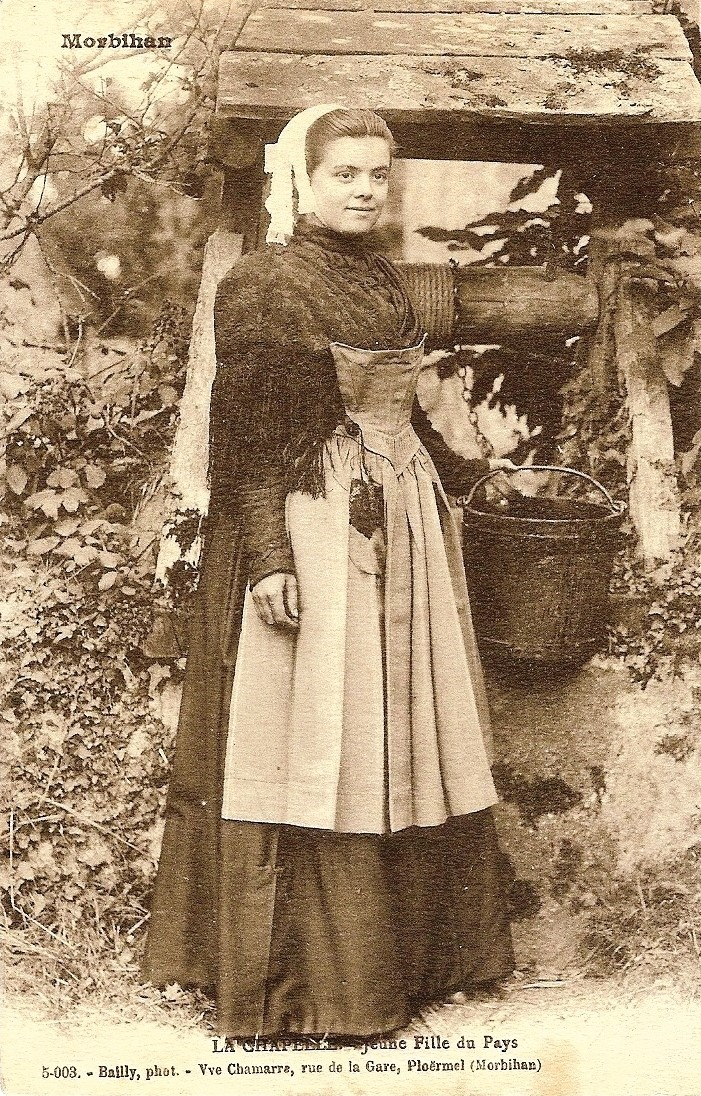
La Chapelle : jeune fille du pays (carte postale, vers 1930).

#### La Seconde Guerre mondiale

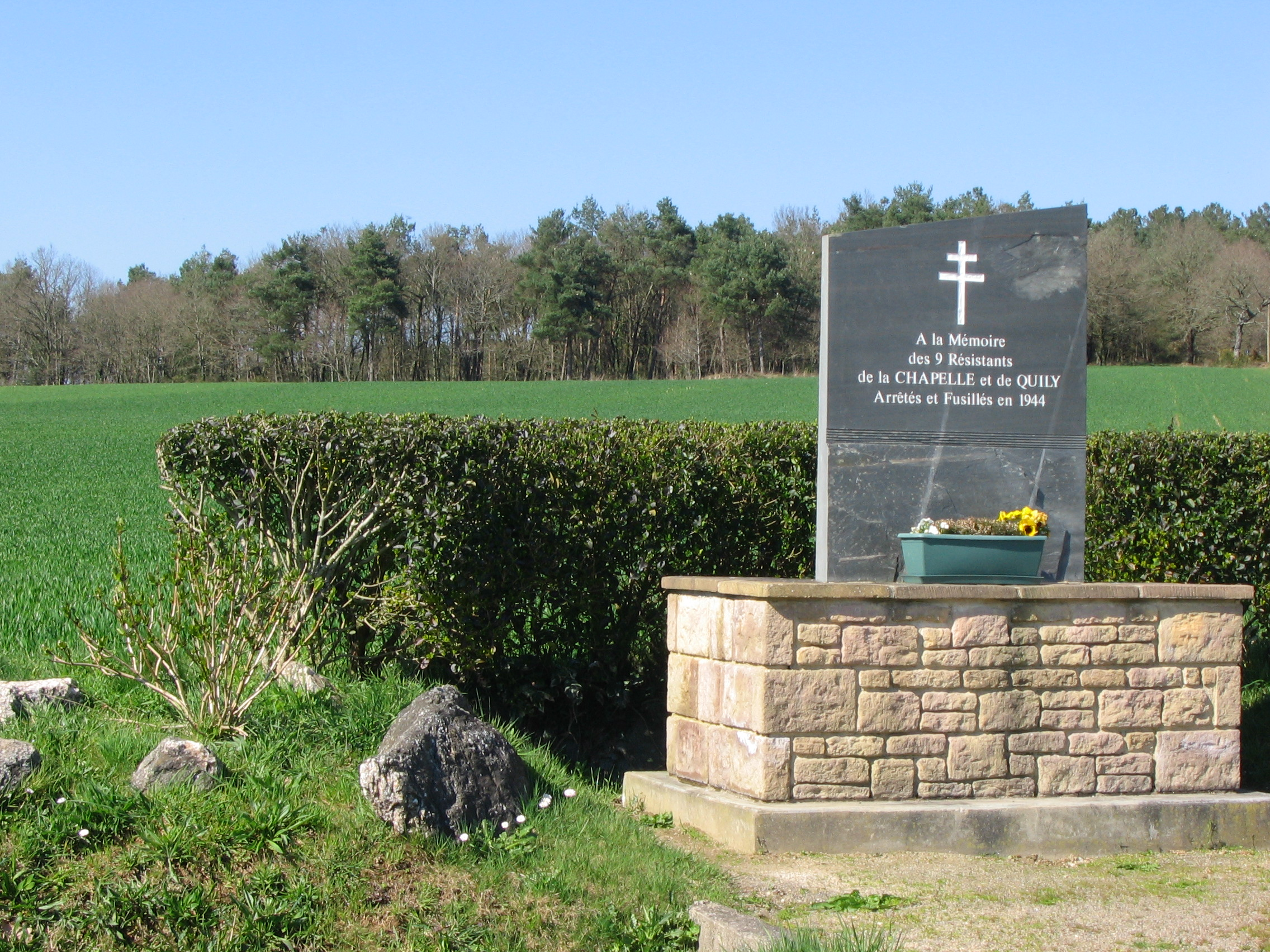
Monument commémoratif en hommage aux résistants qui furent fusillés à cet endroit.

Le monument aux morts de La Chapelle-Caro porte les noms de 7 personnes mortes pour la France pendant la Deuxième Guerre mondiale.
Parmi elles, Henri Le Gal, résistant FFI, fusillé au fort de Penthièvre en Saint-Pierre-Quiberon le 19 mai 1944 ; André Pondard, cultivateur, membre du groupe de résistants de La Chapelle-Quily, tué par les Allemands le 13 juillet 1944, âgé de 24 ans.

#### L'après Seconde Guerre mondiale
Cette commune n'a pris le nom de La Chapelle-Caro qu'en 1985, du fait de sa proximité avec Caro et afin de mieux la différencier des autres lieux dénommés « La Chapelle ».

### LeXXIesiècle

#### La création de la commune nouvelle du Val d'Oust
La Chapelle-Caro fusionne avec les communes de Le Roc-Saint-André et Quily au sein de la commune nouvelle de Val-d'Oust le 1er janvier 2016. Les trois conseils municipaux ont voté la fusion avec seulement deux abstentions et deux votes blancs sur 41 votants.
La commune nouvelle du Val d'Oust n'atteint à sa création que 2.693 habitants. Le maire de la Chapelle-Caro, Michel Guégan, qui fut le fondateur de la première communauté de communes en France, n'a pas dû se forcer pour chercher l'union des trois communes qui se sont regroupées. Un nom fédérateur a été trouvé pour la commune nouvelle.
Michel Guégan avait été à l'origine d'un premier projet de regroupement en 2013 qui concernait les trois communes de La Chapelle-Caro, Saint-Abraham et Le Roc-Saint-André (ces trois communes étaient déjà associées depuis 1999 dans le cadre d'un Sivu de l'école publique Pablo-Picasso, un regroupement pédagogique intercommunal), expliquant « qu'il n'y aurait plus besoin que d'un secrétaire de mairie au lieu de trois, et l'échelle des 2 500 habitants permettrait à la commune nouvelle de s'équiper d'un matériel d'une autre ampleur que celui utilisé par les trois petites entités ». Mais ce projet avait échoué en 2014.

## Politique et administration
| Période                                  | Période          | Identité                         | Étiquette      | Qualité |
| ---------------------------------------- | ---------------- | -------------------------------- | -------------- | --- |
| 1793                                     | 1801             | Yves Robert                      |                | Officier public.                                                                                             |
| 1801                                     | 1806             | Joseph Doudart                   |                | Officier d'état-civil. Adjoint au maire.                                                                     |
| 1806                                     | 1825             | Mathurin Simon                   |                | Laboureur.                                                                                                   |
| 1826                                     | 1830             | Jérôme Dubreuil de la Caunelaye  |                | Habitait le château de Crévy. Ancien chef de bataillon des armées royales. Chevalier de la Légion d'honneur. |
| 1830                                     | 1832             | Doudart                          |                | |
| 1832                                     | 1839             | Jean Mathurin Avenier            |                | Laboureur.                                                                                                   |
| 1840                                     | 1844             | Mathurin Gougaud                 |                | Ingénieur des Ponts et Chaussées.                                                                            |
| 1844                                     | 1844             | Jean Mathurin Avenier            |                | Déjà maire entre 1832 et 1839.                                                                               |
| 1844                                     | 1848             | Joseph Pellerin                  |                | Laboureur.                                                                                                   |
| 1848                                     |                  | Auguste Dubreuil de la Caunelaye |                | Habitait le château de Crévy. Fils de Jérôme Dubreuil de la Caunelaye, maire entre 1826 et 1830.             |
| 1853                                     | 1855             | Jean François Bonno              |                | Laboureur.                                                                                                   |
| 1855                                     | 1865             | Mathurin Gougaud                 |                | Déjà maire entre 1840 et 1844.                                                                               |
| 1865                                     | 1876             | Jean-Louis Chérel                |                | Maréchal. |
| 1876                                     | 1903             | Antoine Chamaillard              |                | Menuisier.                                                                                                   |
| 1903                                     | 1904             | Jean Billy                       |                | |
| 1904                                     | après 1914       | Pierre Gru                       |                | |
| Les données manquantes sont à compléter. |                  |                                  |                | |
|                                          | mars 1971        | Emmanuel Bono                    |                | |
| mars 1971                                | mars 1983        | Jean Bévière                     |                | |
| mars 1983                                | 31 décembre 2015 | Michel Guégan                    | UDF puis MoDem | Retraité Président du Centre-Est Bretagne (1983 → 1992)                                                      |
| Les données manquantes sont à compléter. |                  |                                  |                | |

La création de la commune nouvelle de Val d'Oust entraîne la création d'une commune déléguée gérée par un maire délégué :
| Période                                  | Période  | Identité                     | Étiquette | Qualité |
| ---------------------------------------- | -------- | ---------------------------- | --------- | ------- |
| 1er janvier 2016                         | En cours | Michel Guégan par dérogation | MoDem     |         |
| Les données manquantes sont à compléter. |          |                              |           |         |

## Démographie
L'évolution du nombre d'habitants est connue à travers les recensements de la population effectués dans la commune depuis 1793. À partir du 1er janvier 2009, les populations légales des communes sont publiées annuellement dans le cadre d'un recensement qui repose désormais sur une collecte d'information annuelle, concernant successivement tous les territoires communaux au cours d'une période de cinq ans. 
Pour les communes de moins de 10 000 habitants, une enquête de recensement portant sur toute la population est réalisée tous les cinq ans, les populations légales des années intermédiaires étant quant à elles estimées par interpolation ou extrapolation. Pour la commune, le premier recensement exhaustif entrant dans le cadre du nouveau dispositif a été réalisé en 2004,.
En 2013, la commune comptait 1 344 habitants, en évolution de +2,99 % par rapport à 2008 (Morbihan : +3,47 %, France hors Mayotte : +2,49 %).
| 1793 | 1800 | 1806 | 1821 | 1831 | 1836 | 1841 | 1846 | 1851 |
| ---- | ---- | ---- | ---- | ---- | ---- | ---- | ---- | ---- |
| 970  | 752  | 822  | 875  | 849  | 848  | 846  | 879  | 939  |

| 1856 | 1861 | 1866 | 1872 | 1876 | 1881 | 1886 | 1891 | 1896 |
| ---- | ---- | ---- | ---- | ---- | ---- | ---- | ---- | ---- |
| 880  | 882  | 895  | 851  | 844  | 854  | 911  | 871  | 902  |

| 1901 | 1906 | 1911 | 1921 | 1926 | 1931 | 1936 | 1946 | 1954 |
| ---- | ---- | ---- | ---- | ---- | ---- | ---- | ---- | ---- |
| 849  | 851  | 914  | 882  | 900  | 886  | 858  | 996  | 963  |

| 1962 | 1968 | 1975 | 1982  | 1990  | 1999  | 2004  | 2009  | 2013  |
| ---- | ---- | ---- | ----- | ----- | ----- | ----- | ----- | ----- |
| 942  | 886  | 878  | 1 057 | 1 143 | 1 200 | 1 259 | 1 309 | 1 344 |

## Enseignement
- École publique Pablo Picasso (située à La Chapelle-Caro, mais dans le cadre d'un RPI regroupant Saint-Abraham, La Chapelle-Caro et Le Roc-Saint-André géré par un SIVU et désormais dénommé "Syndicat intercommunal à vocation unique pour l'école publique de Val d'Oust - Saint-Abraham".
- École privée Sainte-Thérèse, située à La Chapelle-Caro (regroupement pédagogique avec l'école privée Notre-Dame de Lourdes de Saint-Abraham) ; 87 élèves en 2022.

## Culture et patrimoine

### Lieux et monuments
- Château de Crévy, XIVe siècle. Le Crévy (ou Créveix) est une ancienne sergenterie féodée de Ploërmel. Il s'agit d'un ancien oppidum romain. Propriété successive des familles Bonabes (vers 1149), Derval, Rougé (au XIVe siècle), Châteaugiron, alias de Malestroit (au XVe siècle), Chastel, Montejean, Tournemine, Quelenec (en 1563), Rogier (en 1602), Descartes (en 1644), Brilhac (en 1741), Humbert, Brilhac (en 1809), Poulpiquet du Halgouët (en 1812), Breil de Pontbriand de La Caunelaye (en 1816). La seigneurie est érigée en comté, en 1697, au profit de François Rogier. Le château est au cœur du conflit (durant les guerres de religion) qui oppose la famille Malestroit qui est catholique à la famille Rohan de Josselin qui est protestante. Le duc de Mercœur y avait garnison ; le parti du roi tenta vainement de s'en emparer. Le château a été très remanié au XVIIIe siècle par la famille de Brilhac et en 1855 par l'architecte Jacques Mellet (ajout d'un corps de logis à l'ouest, encadré de deux tours). L'ensemble, restauré en 1966 par Monique Dunan (déjà créatrice de costumes pour Sacha Guitry, Marcel Carné, Jean Renoir, Claude Autant-Lara, et pour la série télévisée (version 1972) Les Rois maudits), a abrité un musée du Costume, aujourd'hui disparu à la suite du décès des propriétaires ;

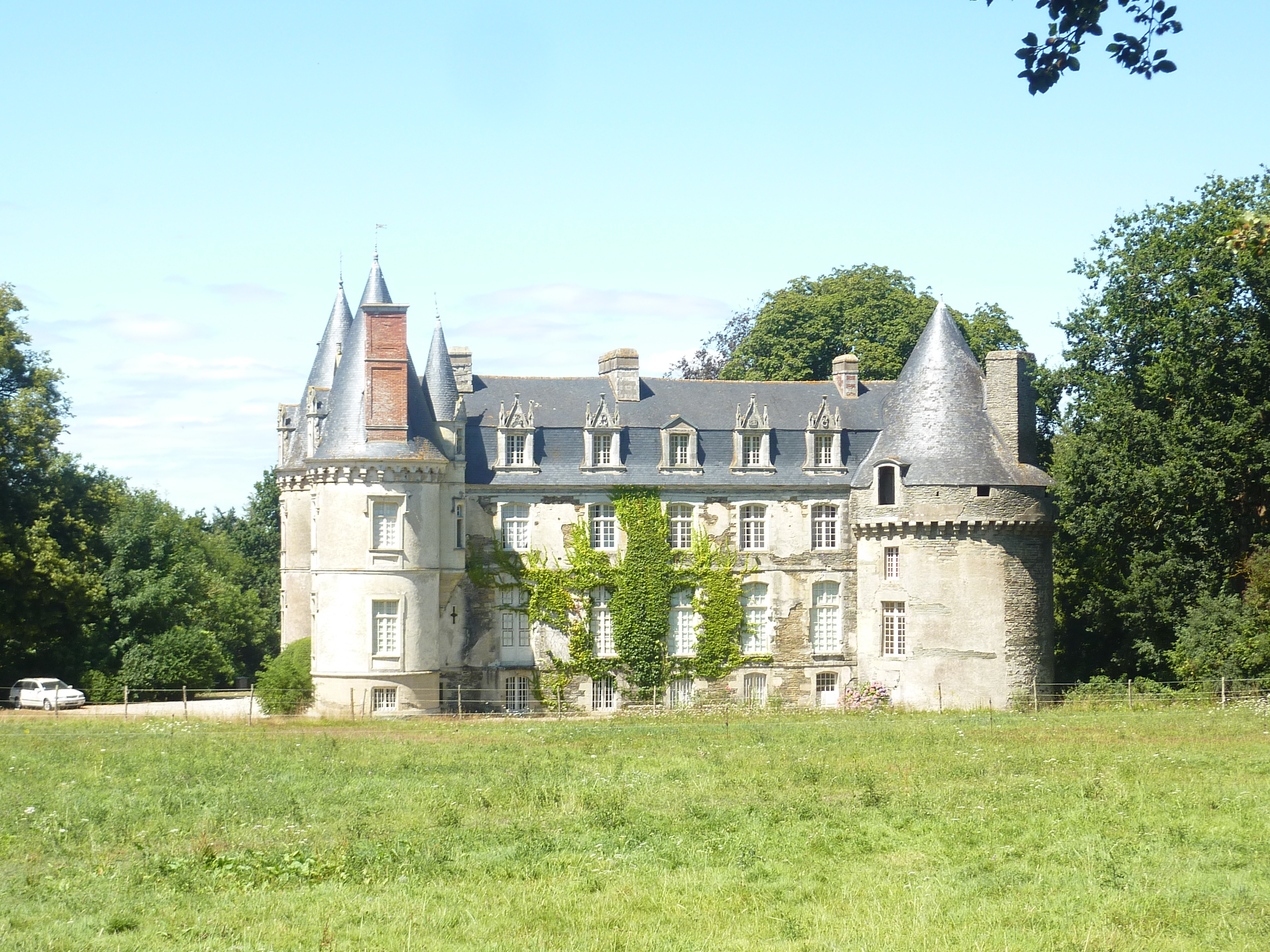
Château de Crévy : vue extérieure d'ensemble.
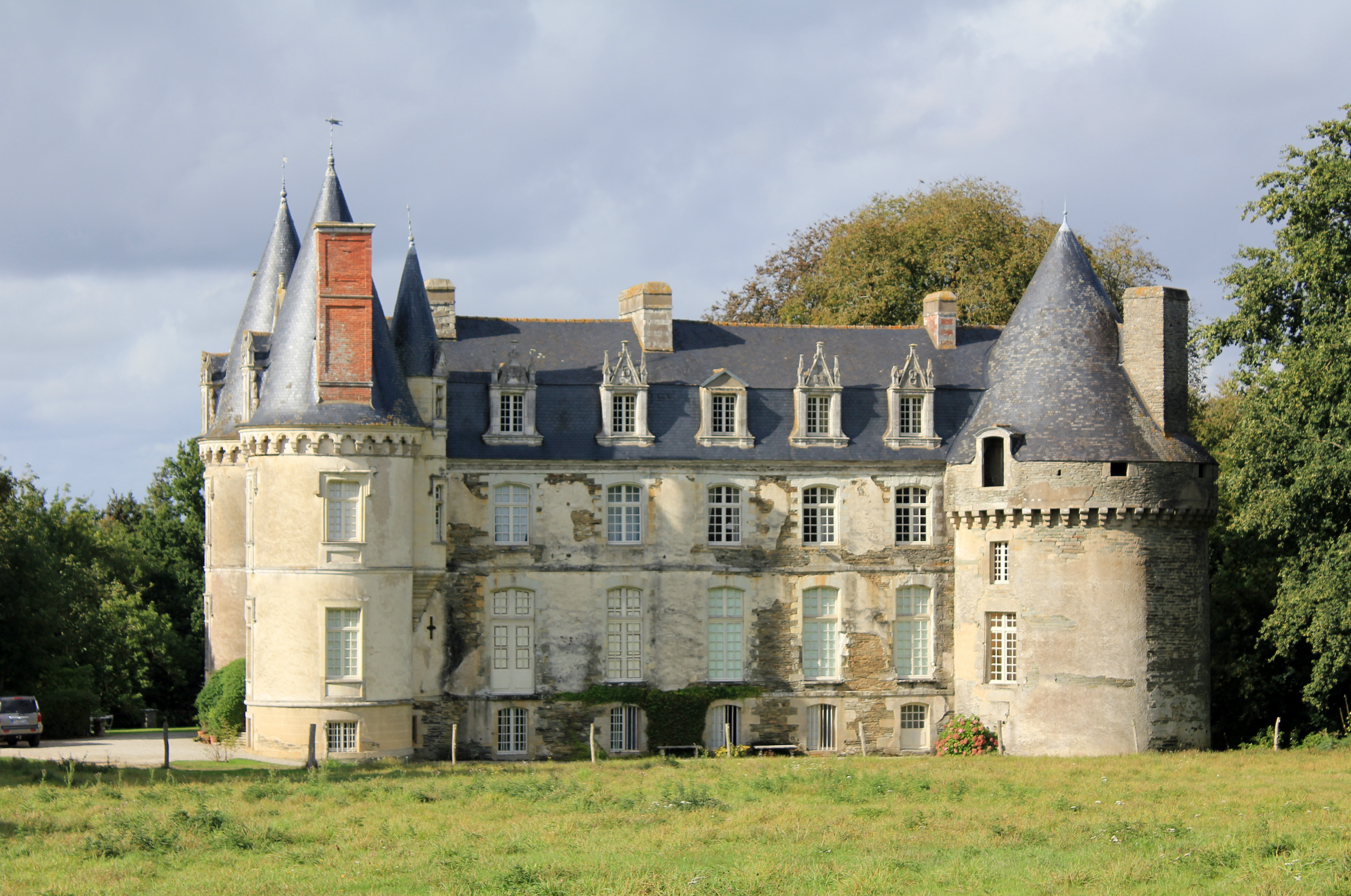
Château de Crévy : la façade, vue d'ensemble.
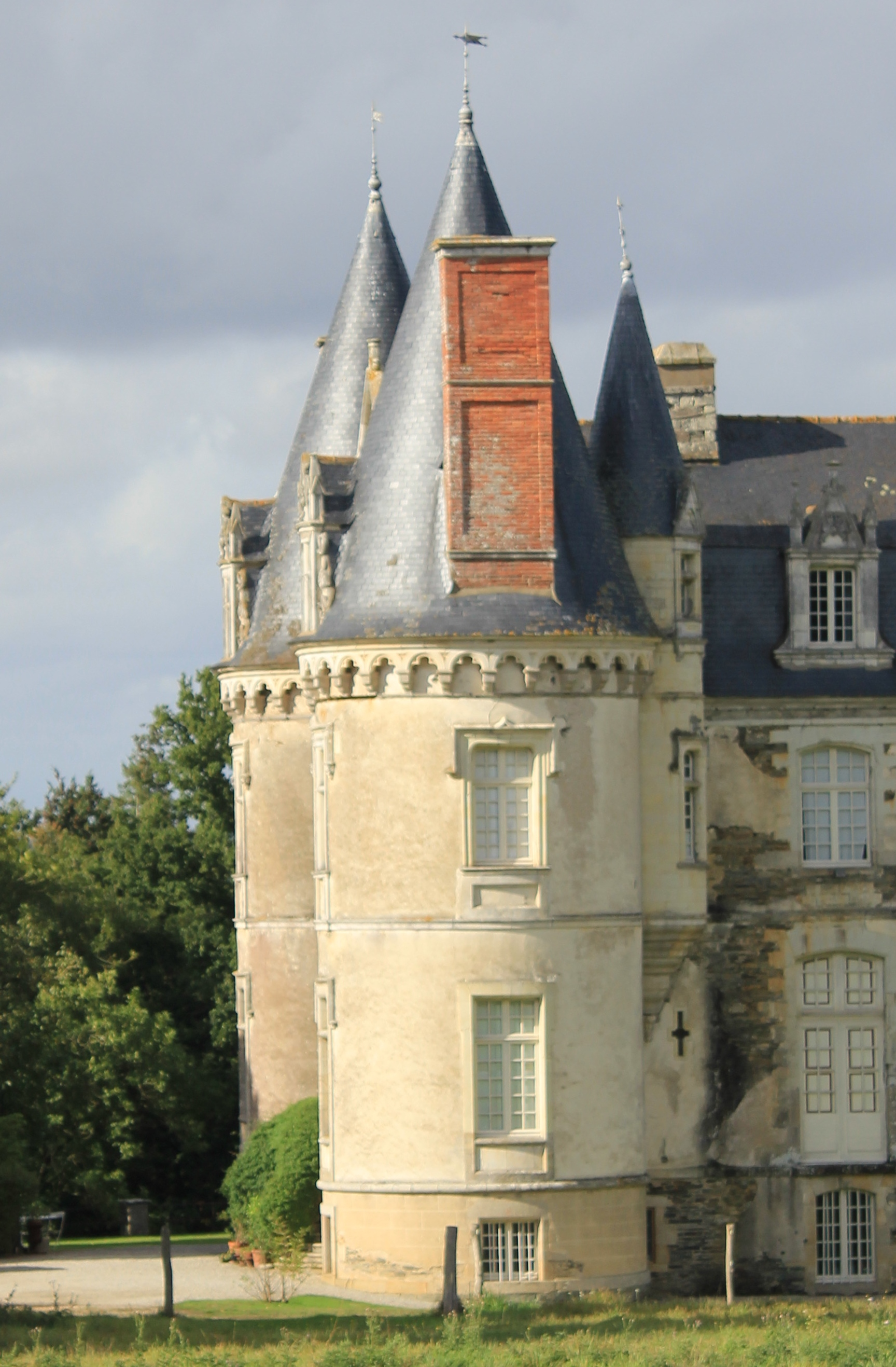
Château de Crévy : une des tours.
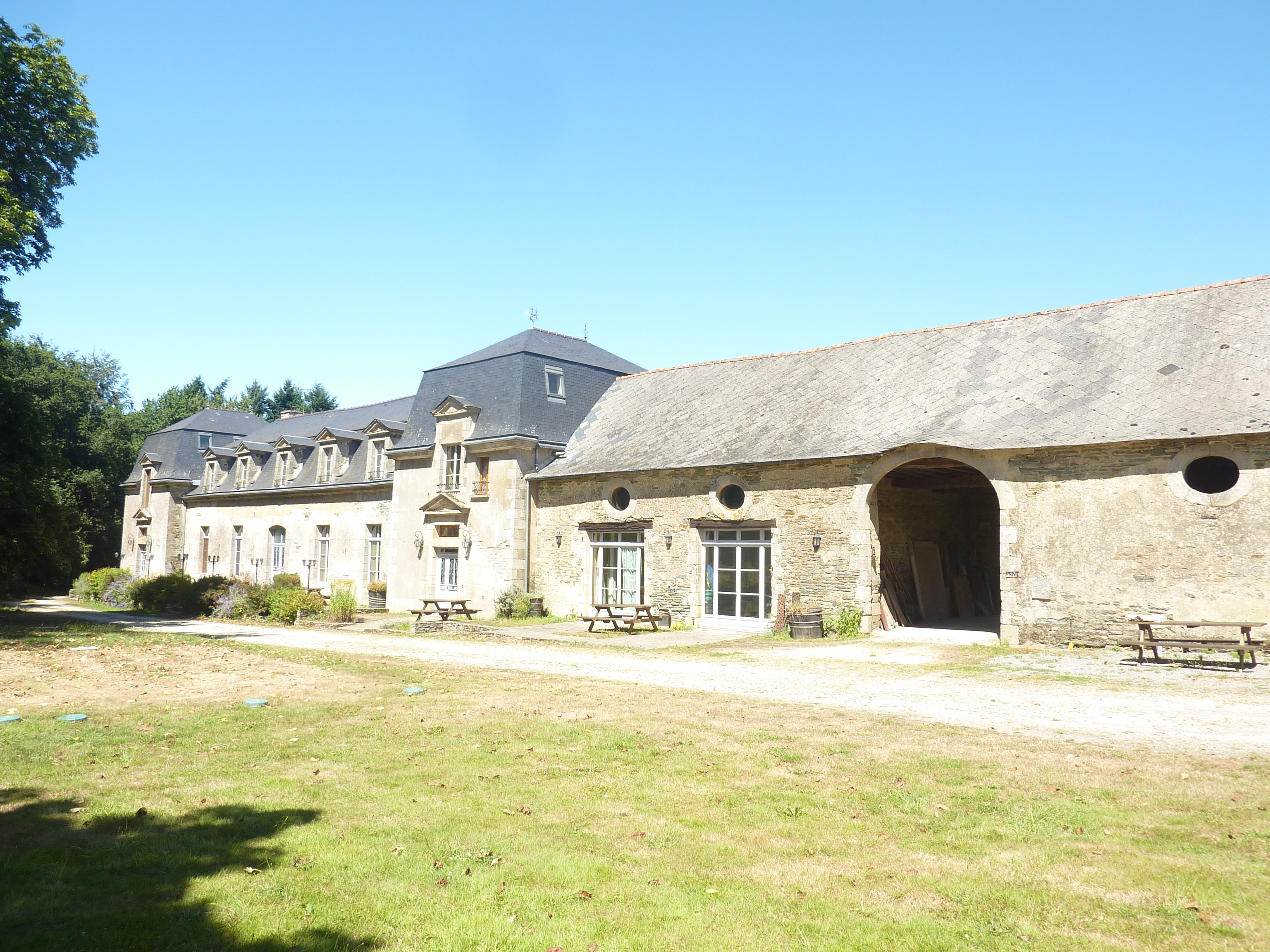
Le château de Crévy vu de l'arrière et les communs.
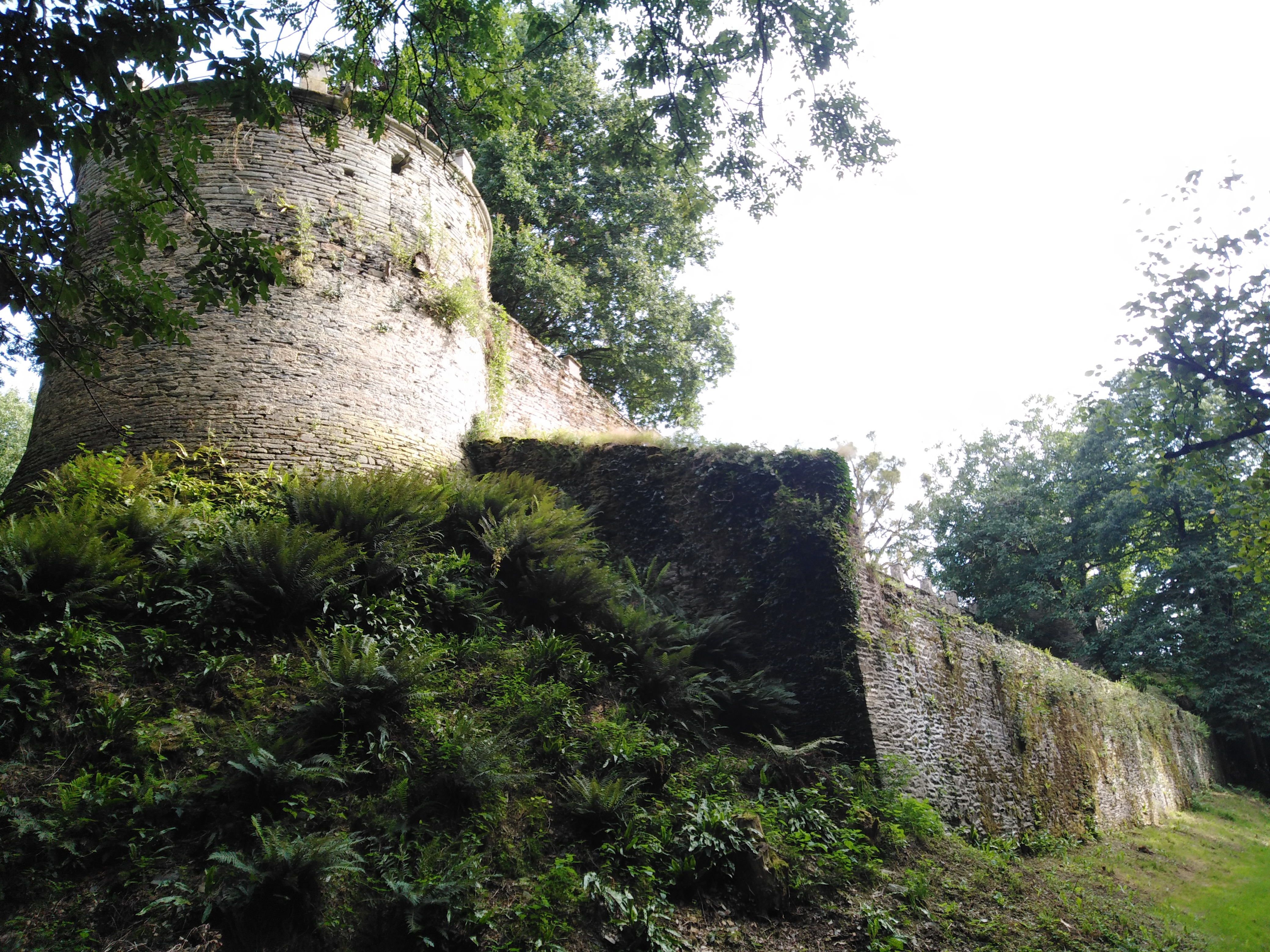
Château de Crévy : restes des remparts.

- La chapelle Saint-Méen XVIIe siècle. Cette chapelle est remaniée en 1753 et en 1843. Le chœur et la croix datent du XVIIe siècle. Le clocher est de forme carrée. La chapelle abrite deux statues en bois polychrome de saint Méen : l'une est datée de 1618, et l'autre est datée du XVIIIe siècle ;

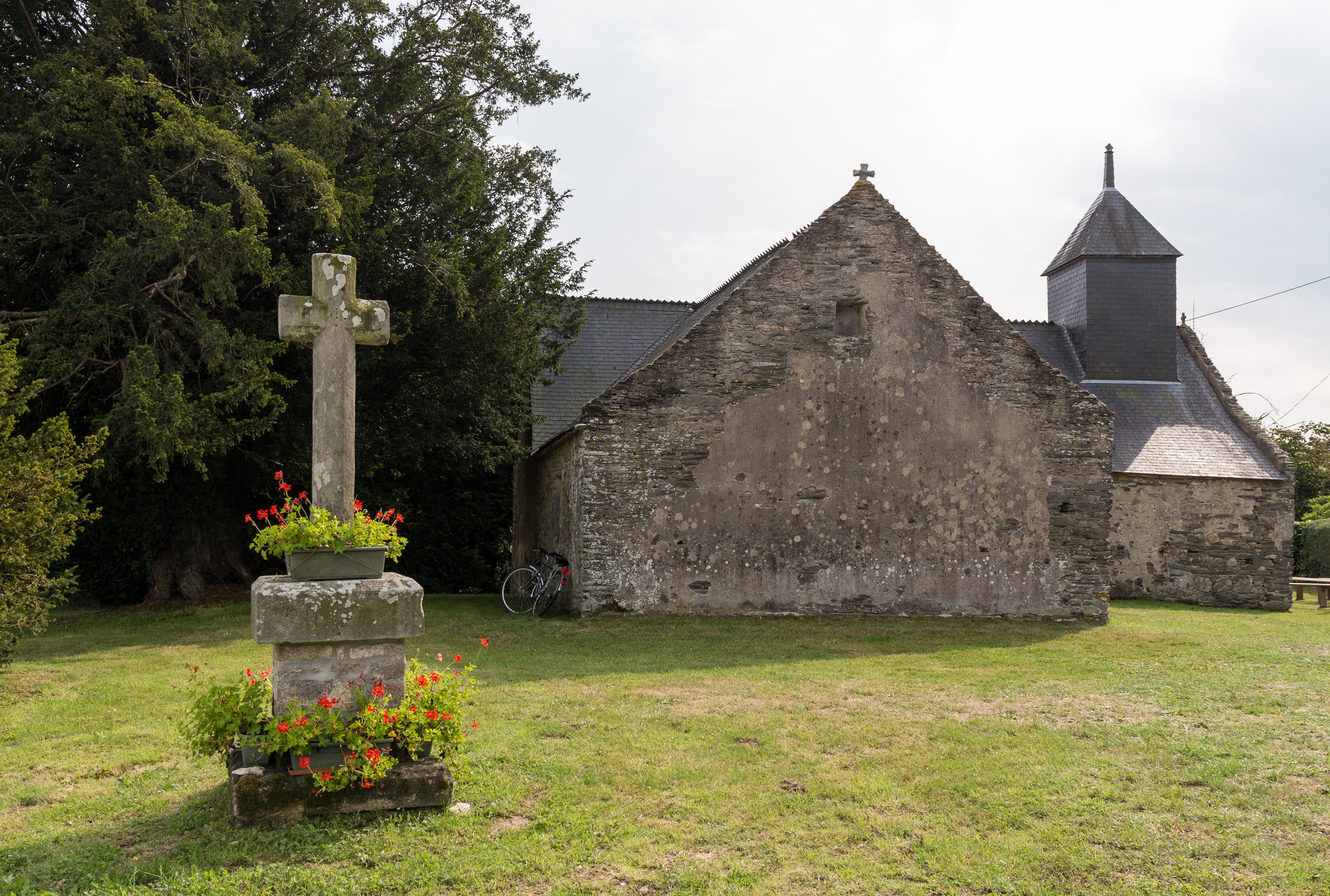
La chapelle Saint-Méen et sa croix : vue extérieure d'ensemble.
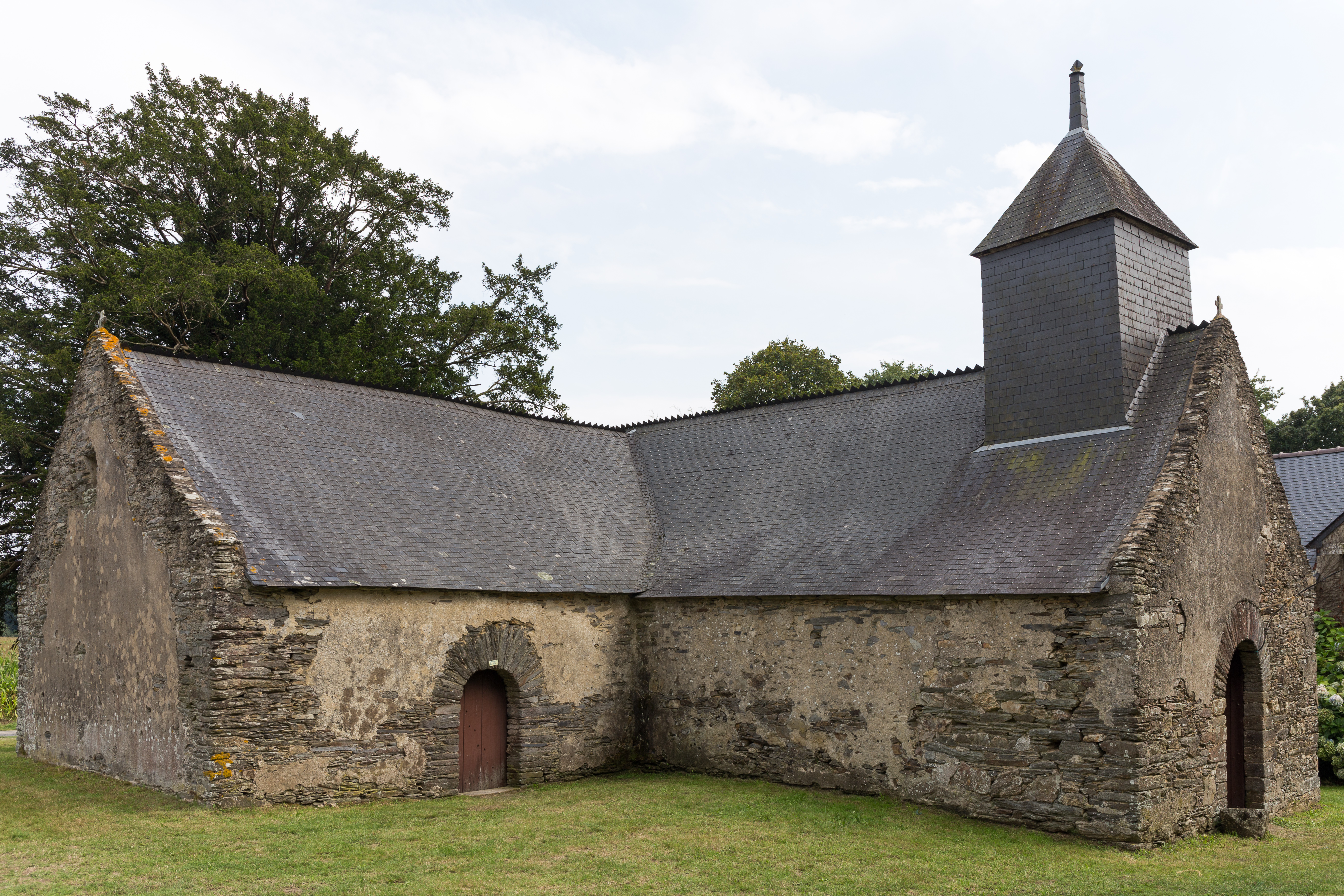
Chapelle Saint-Méen : vue extérieure.
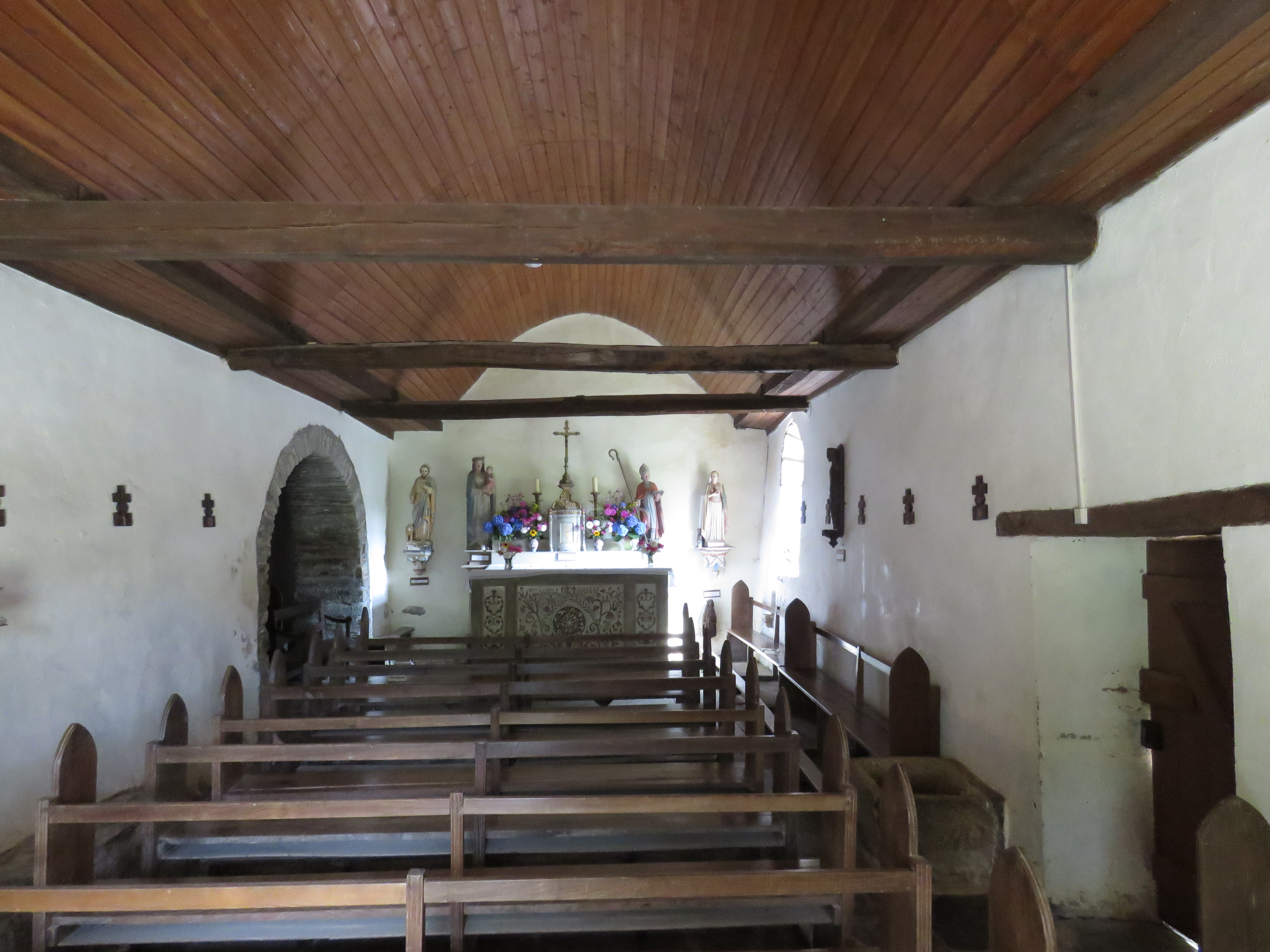
Chapelle Saint-Méen : vue intérieure d'ensemble.
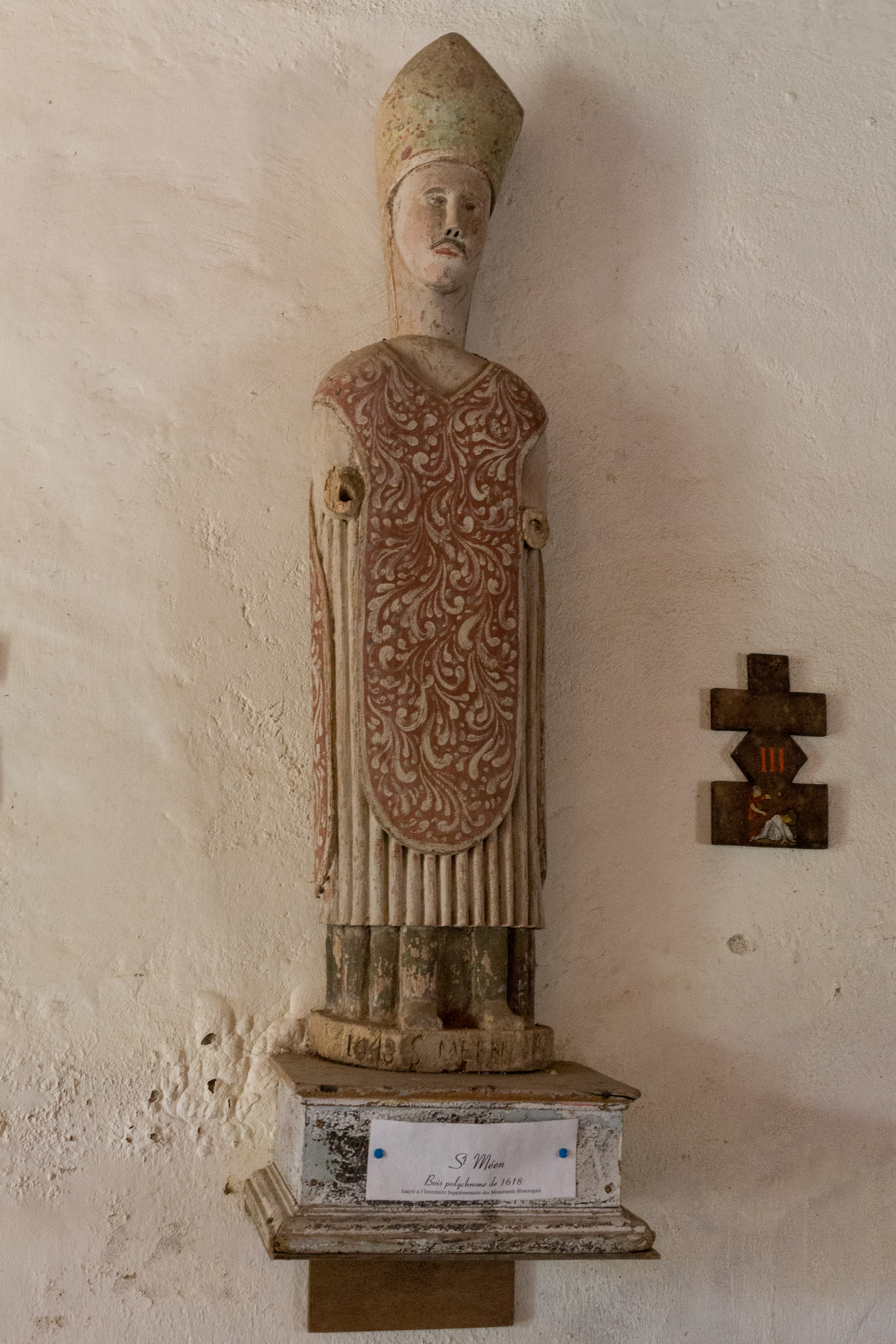
Statue de saint Méen

- L'église Notre-Dame (1868), édifiée en remplacement d'une ancienne église tréviale puis paroissiale du XVIIe siècle, remaniée en 1711. L'église actuelle est en forme de croix latine. Une tour carrée se trouve au bas de la nef. Les vitraux sont postérieurs à 1870. L'église abrite une statue de saint Fiacre (XVIe siècle). Une belle croix processionnelle du XVIe siècle (1500-1550), en argent plaqué sur âme de bois, est conservée à la sacristie ; la façade de l'église a été restaurée durant l'année 2007 ainsi que ses vitraux.

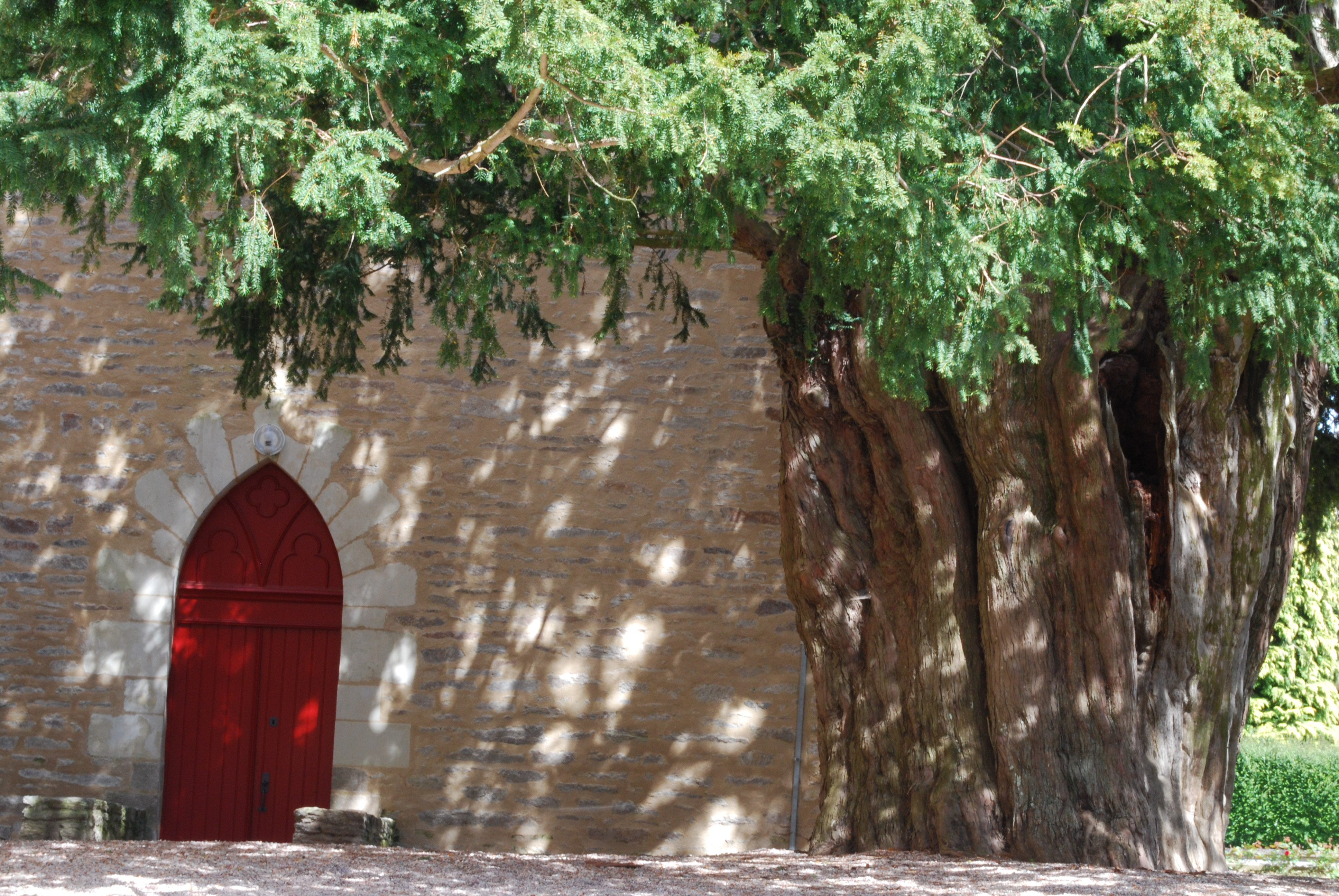
L'if qui borde l'église est vieux de plus de 600 ans.
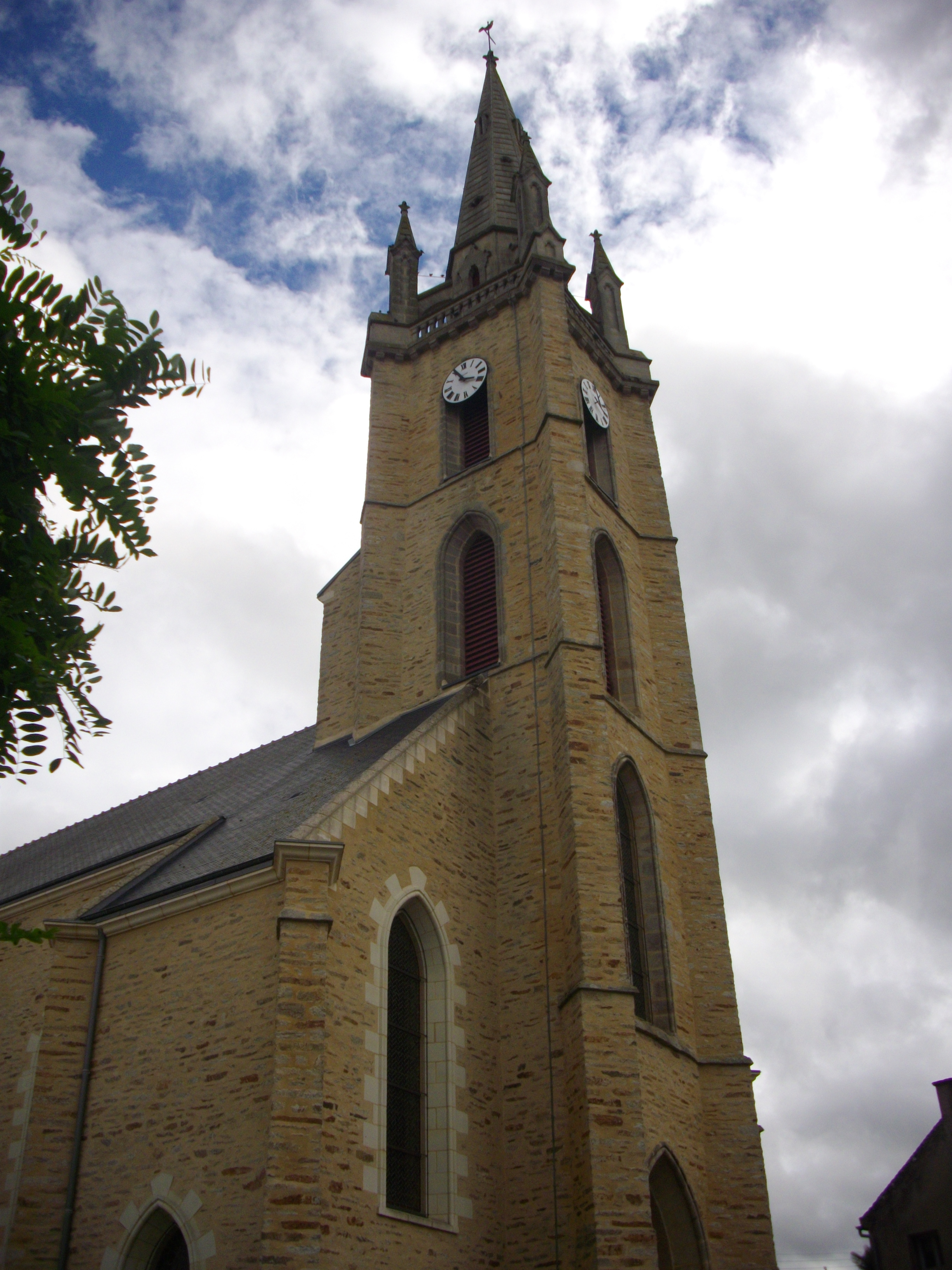
Le clocher de l'église Notre-Dame.
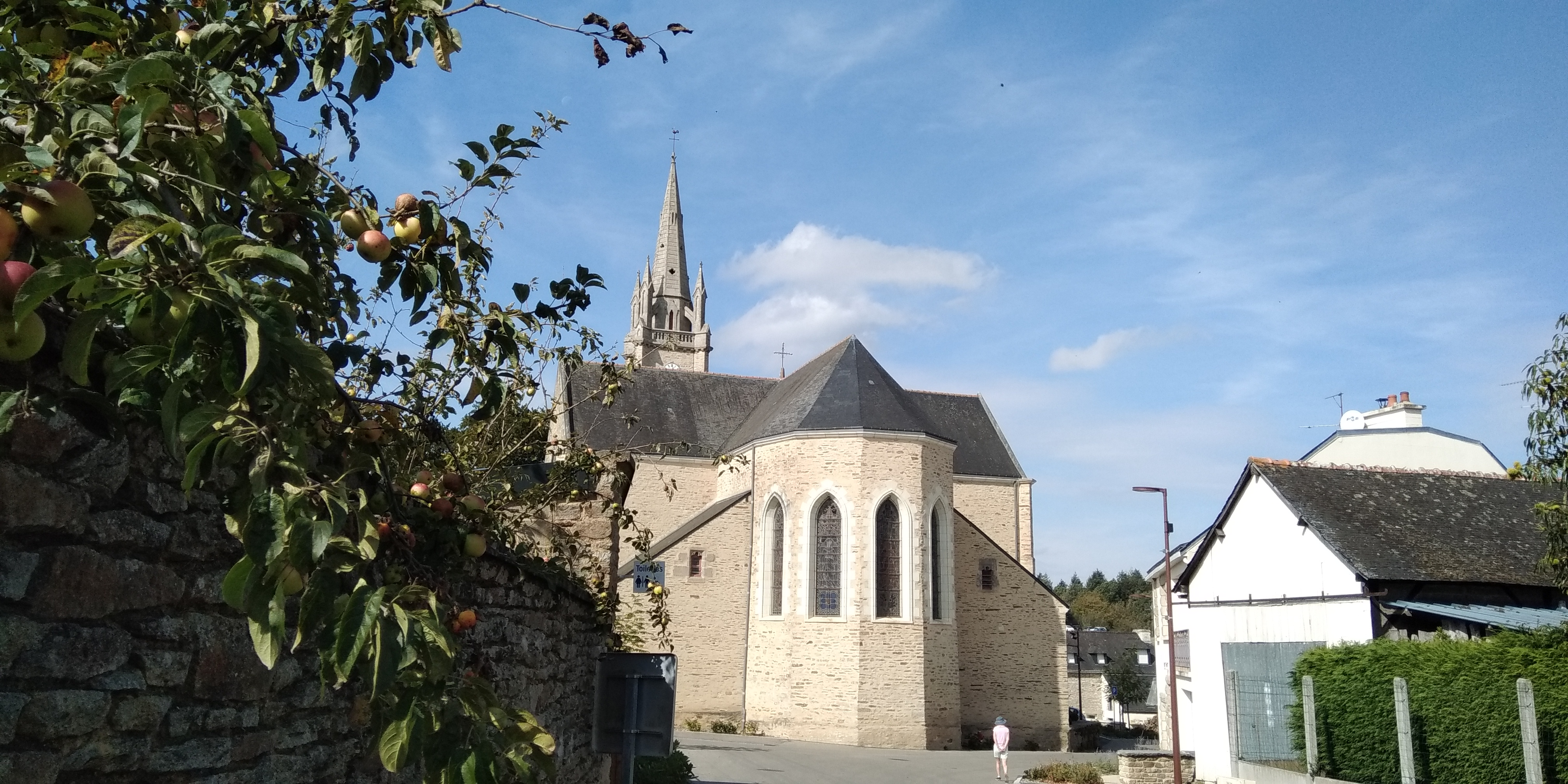
Abside de l'église Notre-Dame de La Chapelle-Caro.

- Le manoir de la Villeneuve date du XVIIe siècle. Siège d'une ancienne seigneurie ayant appartenu successivement aux familles Mauléon (en 1426), Houx, seigneurs du Bodel (en 1513) et Rogier. Le fief est réuni à la seigneurie du Crévy. Le château possédait autrefois une chapelle privée bénite le 15 février 1718. Il est inscrit à l'inventaire général du patrimoine culturel[24] ;
- Le manoir du Bignon XVe et XVIe siècles. On y trouve un pigeonnier. Le plus ancien bâtiment date du XVe siècle et le second bâtiment date du XVIe siècle. Le revers de ce dernier est percé de larges baies et d'une porte en plein cintre. Il est inscrit à l'inventaire général du patrimoine culturel en 1967[25] ;
- L'allée couverte du Bignon, le tumulus avec dolmen de la Maison Trouvée ((datant de l'époque néolithique et situé à La Ville-au-Voyer, il se compose d'une chambre de 4,30 mètres de long sur 2 mètres de large et d'un vestibule), le Pas de Gargantua et les rochers de Saint-Méen.

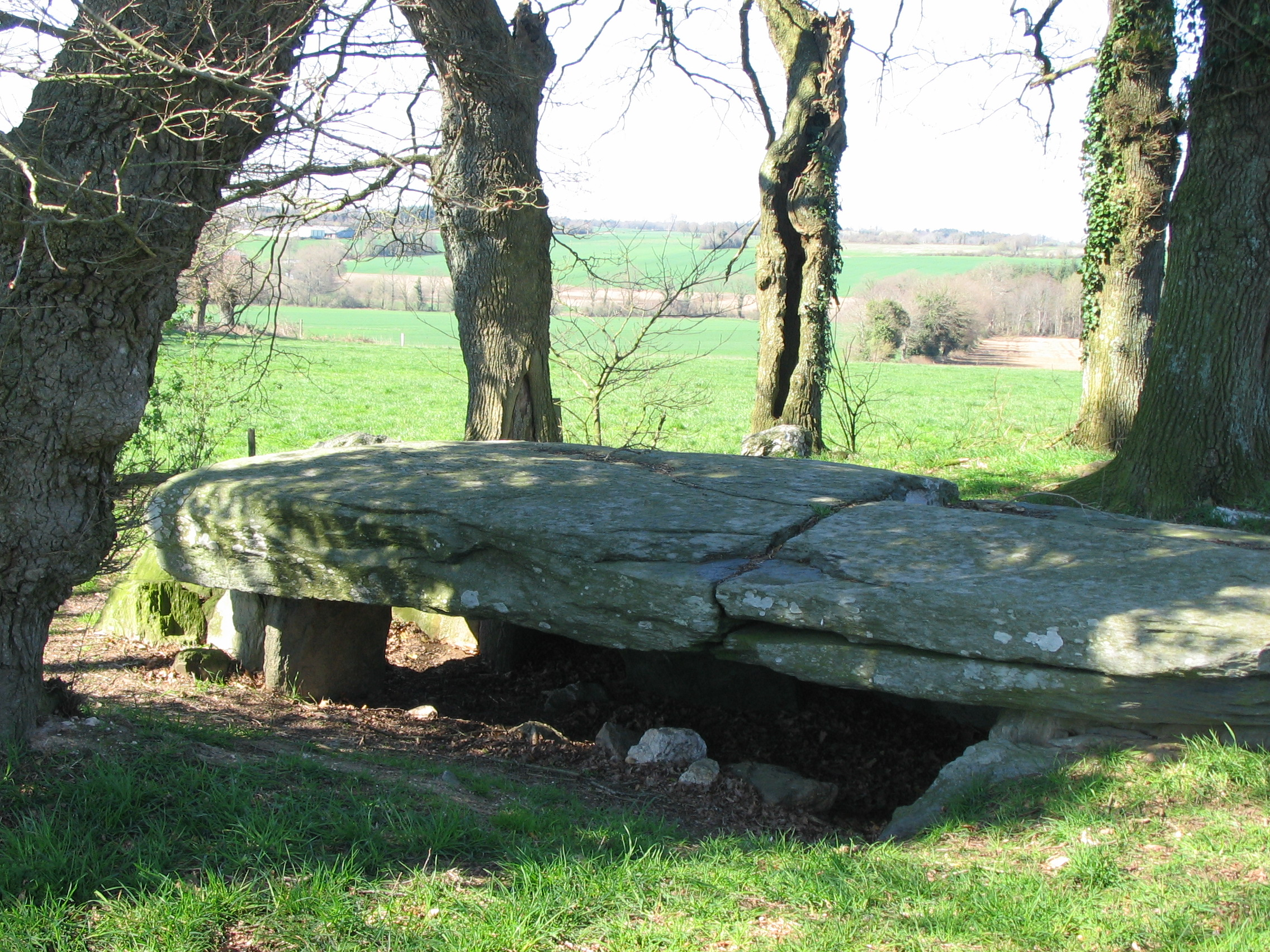
Dolmen de la maison trouvée.

### Héraldique
|  | Les armoiries de La Chapelle-Caro se blasonnent ainsi : Écartelé d’hermine plain et d’argent à deux fasces de gueules. (Armes identiques à celles de Derval Conc. B. Frelaut. |

## Personnalités liées à la commune
- Patrick Lecocq, journaliste, dispose d'une résidence dans la commune.
- Dorian Foulon, coureur cycliste handisport, champion paralympique de la poursuite aux Jeux Paralympiques de Tokyo.